# تشارلي تشابلن
السير تشارلز سبنسر تشابلن (بالإنجليزية: Sir Charles Spencer Chaplin) (16 أبريل 1889 – 25 ديسمبر 1977) هو ممثل كوميدي ومخرج أفلام وملحن إنجليزي، ذاع صيته في زمن الأفلام الصامتة. أصبح أيقونة في جميع أنحاء العالم من خلال شخصيته الشهيرة المتشرد، ويُعتبر من الشخصيات الأبرز في تاريخ صناعة السينما. امتدت حياته المهنية لأكثر من 75 سنة، من بداية طفولته في العصر الفيكتوري وحتى قبل وفاته بسنة، شملت التملق والجدل.
عاش تشابلن في طفولة تعيسة في لندن يتخللها الفقر الشديد والمشقة. وقد كان والده سكيرًا غائبًا معظم الوقت عنه وكانت والدته تكافح لكسب المال وقد أٌدخلت مصحة الأمراض النفسية عدة مرات، أُرسل إلى الإصلاحية مرتين قبل سن التاسعة. بدأ تشابلن الأداء المسرحي في سن مبكرة، يتجول في القاعات الموسيقية وبعد ذلك عمل كممثل مسرحي وكوميدي. وعندما بلغ سن 19 وقع عقدا مع شركة "فريد كارنو" المرموقة، التي أرسلته إلى الولايات المتحدة، مما أتاح له الاطلاع على الصناعة السينمائية، وفي عام 1914 بدأ نجمه بالظهور مع "استوديوهات كيستون". وسرعان ما ابتكر شخصية «الصعلوك» التي شكلت قاعدة جماهيرية كبيرة. بدأ «تشابلن» بإخراج أفلامه الخاصة بشكل مبكر، واستمر في صقل مهنته وتنقل بين "استوديوهات إساناي وموتوال للأفلام وفيرست ناشيونال. وبحلول عام 1918 أصبح أحد أكثر الشخصيات المعروفة في العالم.
في عام 1919، شارك «تشابلن» في تأسيس شركة التوزيع «يونايتد آرتيست»، التي جعلته يتحكم بأفلامه بشكل كامل. وكان فيلم «الطفل (1921)» أول فيلم طويل له، يليه «امرأة باريس (1923)»، «حمى الذهب (1925)»، و«السيرك (1928)». وفي ثلاثينات القرن العشرين رفض الانتقال إلى السينما الناطقة، وبدلاً من ذلك انتج فيلم «أضواء المدينة (1931)» و«الأزمنة الحديثة (1936)» بدون حوار صوتي. أصبح «تشابلن» يميل إلى السياسة بشكل متزايد، وكان فيلمه التالي «الديكتاتور العظيم (1940)»، تهجم فيه على «أدولف هتلر». في أربعينات القرن العشرين كثر الجدال حول «تشابلن»، وانخفضت شعبيته بسرعة. وبدأت تتوالى عليه بعض المشاكل مثل أتهامه بالتعاطف مع الشيوعية، وتورطه في دعوى نسب أبوة، وبفضيحة زواجه من قاصر. وقد افتتح مكتب التحقيقات الفدرالي تحقيق في كل ذلك، واضطر «تشابلن» حينها إلى مغادرة الولايات المتحدة والإقامة في سويسرا. تخلى عن شخصية «الصعلوك» في أفلامه الأخيرة، مثل فيلم «السيد فيردو (1947)»، «الأضواء (1952)»، «ملك في نيويورك (1957)»، و«الكونتس من هونغ كونغ (1967)».
كان «تشابلن» في معظم أفلامه يكتب، يخرج، ينتج، يحرر ويلحن الموسيقى. وكان طموحه الكمال، فقد مكنته استقلالية المالية في قضاء سنوات في التطور والإنتاج التصويري. تميزت أفلامه بالكوميديا التهريجية التي تختلط مع العاطفة، تجسدت في نضال المتشرد ضد الشدائد. ويحتوي العديد منها على المواضيع الاجتماعية والسياسية، فضلا عن العناصر التي تتعلق بالسيرة الذاتية. في عام 1972، وكجزء من التقدير المتجدد لأعماله، حصل «تشابلن» على جائزة الأوسكار الفخرية مقابل «الأثر الكبير في صناعة الصور المتحركة كشكل فني في هذا القرن». واستمر اهتمامه بأن تكون أفلامه «حمى الذهب»، «أضواء المدينة»، «الأزمنة الحديثة»، و«الديكتاتور العظيم» مصنّفة على قوائم أعظم صناعة للأفلام مرت على التاريخ.

## سيرته الذاتية

### 1889–1913: السنوات الأولى

#### لمحة عامة ومشقة الطفولة

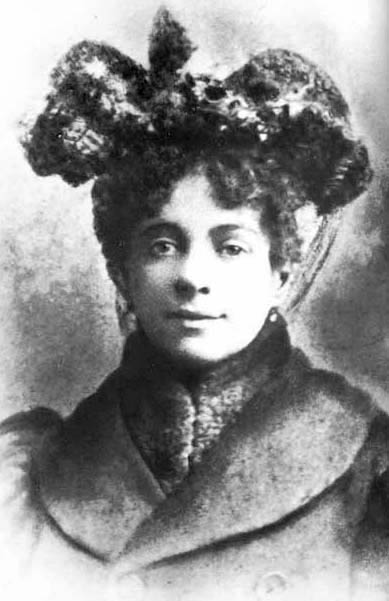
هانا تشابلن

ولد تشارلز سبنسر تشابلن يوم 16 أبريل 1889. من أبوين إنجليزيين هما تشارلز تشابلن الأب وهانا هارييت شابلن، ولا يوجد أي سجلات رسمية عن مكان ولادته، حيث يعتقد تشابلن أنه ولد في الشارع الشرقي، والورث، جنوب لندن.، وقد ولد «تشابلن» بعد زواج والديه بأربع سنوات، الوقت الذي أصبح فيه «تشارلز الأب» الراعي القانوني لابن «هانا» الغير الشرعي سيدني جون هيل. منذ ولادة «تشابلن» كان والداه يعملان فنانين بقاعة الموسيقى. وكانت أمه «هانا» ابنة الإسكافي،  ذات حياة مهنية قصيرة وفاشلة، وكان اسمها المسرحي «ليلى هارلي»، بينما الأب «تشارلز» كان ابن جزار، ومغنيا شعبيا. بالرغم أنهما لم يتطلقا أبدًا، إلا أن علاقتهما بدأت بالتزعزع بحلول عام 1891 وانفصلا بعدها. في السنة التالية، أنجبت «هانا» ابنها الثالث «جورج ويلر درايدن» من فنان القاعة الموسيقية الترفيهي ليو درايدن. وقد تربى عند أبيه عندما بلغ ستة شهور ولم يدخل في حياة «تشابلن» مدة 30 سنة.

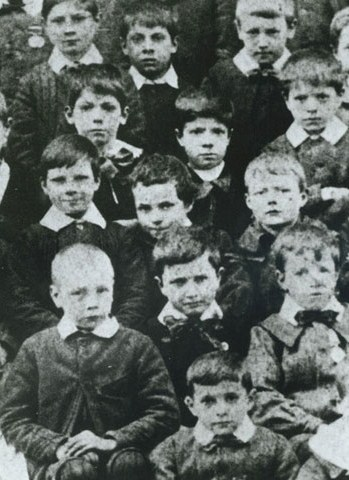
تشابلن (في وسط الصف الثالث) عندما كان بالسابعة من عمره في مدرسة مقاطعة وسط لندن الخاصة بالفقراء، 1897

عاش «تشابلن» في طفولته حياة تعيسة فيها الفقر والمشقة، وهذا ما جعل مسيرته النهائية كما قال كاتب سيرته «ديفيد روبنسون» بأنها «أكثر القصص الدرامية التي ذكرت بالتاريخ عن التحول من حياة الفقر إلى حياة الثراء». أمضى «تشابلن» سنواته الأولى مع والدته وشقيقه سيدني في مقاطعة كينينجتون في لندن؛ ولم يكن لوالدته أية وسيلة للدخل، غير الرعاية المؤقتة والحياكة، ولم يكن لـوالده أي دعم مالي. ونظرا لتدهور الوضع، فقد تم إرسال «تشابلن» عندما كان عمره سبع سنوات إلى إصلاحية لامبث. ثم أرسل إلى مدرسة مقاطعة وسط لندن الخاصة بالفقراء، التي يذكرها «تشابلن» فيما بعد بـ«الحياة اليائسة». عاد إلى والدته بعد 18 شهرا ومكث معها فترة بسيطة ثم أُعيد إلى الإصلاحية في يوليو 1898. ثم أُرسل الولدين إلى مدارس نوروود، المؤسسة الأخرى للأطفال الفقراء.
كانت حياة «تشابلن» مع أمه حياة فقيرة، إلا أنها ملهمة، حيث كانت «هانا تشابلن» تقص على أطفالها قصصاً درامية، كما أنها علمتهم الكثير عن المسرح والموسيقى، لكن الأم كانت تعاني من مرض عقلي ناتج عن إصابتها بمرض الزهري من الدرجة الثالثة، بالإضافة إلى سوء التغذية، فبدأت تظهر عليها أعراض الجنون، إذ كانت تصرخ على الناس في الشارع، كما دخلت نوبات اكتئاب شديدة، إلى أن نُقلت إلى مصحة «كان هيل» للأمراض العقلية في سبتمبر 1898. خلال الشهرين التي كانت «هانا» في المصحة، أرسل «تشابلن» وشقيقه «سيدني» للعيش مع والدهما، اللذان كانا لا يعرفانه جيدا. كان والدهما وقتها مدمن كحول، وقاسيا عليهما مما أرغم الجمعية الوطنية لمنع القسوة ضد الأطفال على الزيارة والتحقيق. توفي «تشابلن الأب» بعد عامين، بعمر 38 عاماً، بسبب تليف الكبد.
تحسنت صحة «هانا» ولكنها مرضت مرة أخرى في مايو 1903. ثم أخذ «تشابلن» والدته وهو في سن الرابعة عشر إلى العيادة ومنها أرسلت مرة أخرى إلى «كان هيل». وأصبح «تشابلن» وحيدا لعدة أيام يبحث فيها عن الطعام وينام أحياناً في العراء، حتى عاد أخوه «سيدني» – الذي التحق قبل سنتين بالقوات البحرية –. بعد ثمانية أشهر خرجت والدتهم من المصحة،  في مارس 1905 عاد لها المرض مرة أخرى، ولكن بشكل دائم هذه المرة. كتب «تشابلن» في وقت لاحق:«لا يوجد شيء يمكن أن نفعله ولكن تقبلنا مصير أمنا الفقيرة»، وبقيت تحت الرعاية حتى توفيت عام 1928.

#### الأداء الأولي

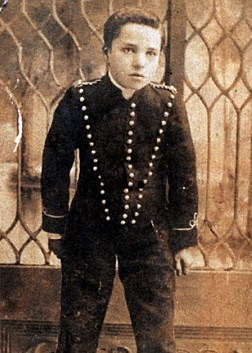
تشابلن في سن المراهقة يلعب دور شرلوك هولمز، الذي ظهر بين 1903 و 1906

في عام 1894 عندما كان «تشابلن» بعمر الخمس سنوات، ذهب بصحبة والدته إلى مسرح «كانتين» في مدينة ألدرشوت، كانت والدته تظهر على خشبة المسرح باسمها الفني «ليلي هارلي»، وكان «تشابلن» يقف خلف الكواليس يراقبها وهي تغني، وفجأة أصيبت بحبالها الصوتية وتلعثمت ثم بدأ الجمهور يطلق صيحات الاستهجان، وبدؤوا بقذفها. هرع «تشابلن» إلى خشبة المسرح وأنهى الأغنية بدل والدته، وقد أبهر الجميع وصفق له الجمهور وقذفوا إليه القطع النقدية، وكان هذا حدثاً فريدا. وبحلول الوقت عندما كان بالتاسعة من عمره بدأ «تشابلن» وبالتشجيع من والدته في تنمية أدائه. في وقت لاحق كتب: «[أنها] ملأتني بالشعور بأن لي شيء من الموهبة».
من خلال اتصالات والده مع أمه اقترح عليها إلحاق «تشابلن» بفرقة «فتيان لانكشاير الثمانية» التي كان يديرها السيد «جاكسون» الذي كان على علاقة بوالد «تشابلن»، وكانت هذه الفرقة تؤدي رقصة القبقاب، وقد قامت بجولة في قاعات الموسيقى الإنجليزية طوال الفترة بين عامي 1899 و 1900. عمل «تشابلن» بجد، وكان عمله مكتظا بالجماهير، إلا أنه لم يكن يرغب بالرقص وكان يفضل أن يؤدي المشاهد الكوميدية.
خلال السنوات التي كان «تشابلن» يجول مع فرقة «فتيان لانكشاير الثمانية»، كانت والدته تتأكد أنه لا يزال يحضر المدرسة، ولكن عندما بلغ سن 13 تخلى عن التعليم. وبدأ يعمل في عدة أعمال، وفي نفس الوقت بدأ يهتم في طموحه ليصبح ممثلا. عندما كان في سن 14، وبعد وقت قصير من انتكاسة والدته، سجل مع وكالة بلاكمور المسرحية في الطرف الغربي للندن. وفي مسرح «تشارلز فرومان» قابل السيد «هاملتون» مدير المسرح، وبعد المقابلة أحس المدير بإمكانيات «تشابلن»، وفورا أعطاه دور بائع الصحف في مسرحية «جيم، رومانسية كوكاين» لـ«هاري آرثر سانتسبوري». بدأ العرض في يوليو 1903، ولكنه لم يكن ناجحاً وأغلق بعد أسبوعين. لاقى أداء «تشابلن» الهزلي الثناء والتقدير في التقييمات النقدية.
جهز «هاري سانتسبوري» دورا لـ«تشابلن» في مسرحية «شرلوك هولمز» من إنتاج «تشارلز فرومان»، لعب فيه بدور «بيلي» خادم الفندق، وكانت في ثلاث جولات على الصعيد الوطني، كان أداؤه رائعا وبعدها استدعي إلى لندن للعب دور بجانب «ويليام جيليت»، هولمز الأصلي. ويقول «تشابلن» عن هذه اللحظة: «أنها كبشري من السماء». عندما بلغ «تشابلن» سن 16، تألق في مسرحيات من إنتاج الطرف الغربي في مسرح دوق يورك من أكتوبر إلى ديسمبر 1905. وفي بداية عام 1906 أنهى جولته النهائية لمسرحية «شرلوك هولمز»، قبل أن يغادر المسرحية بأكثر من عامين ونصف.

#### الكوميديا المسرحية والفودفيل

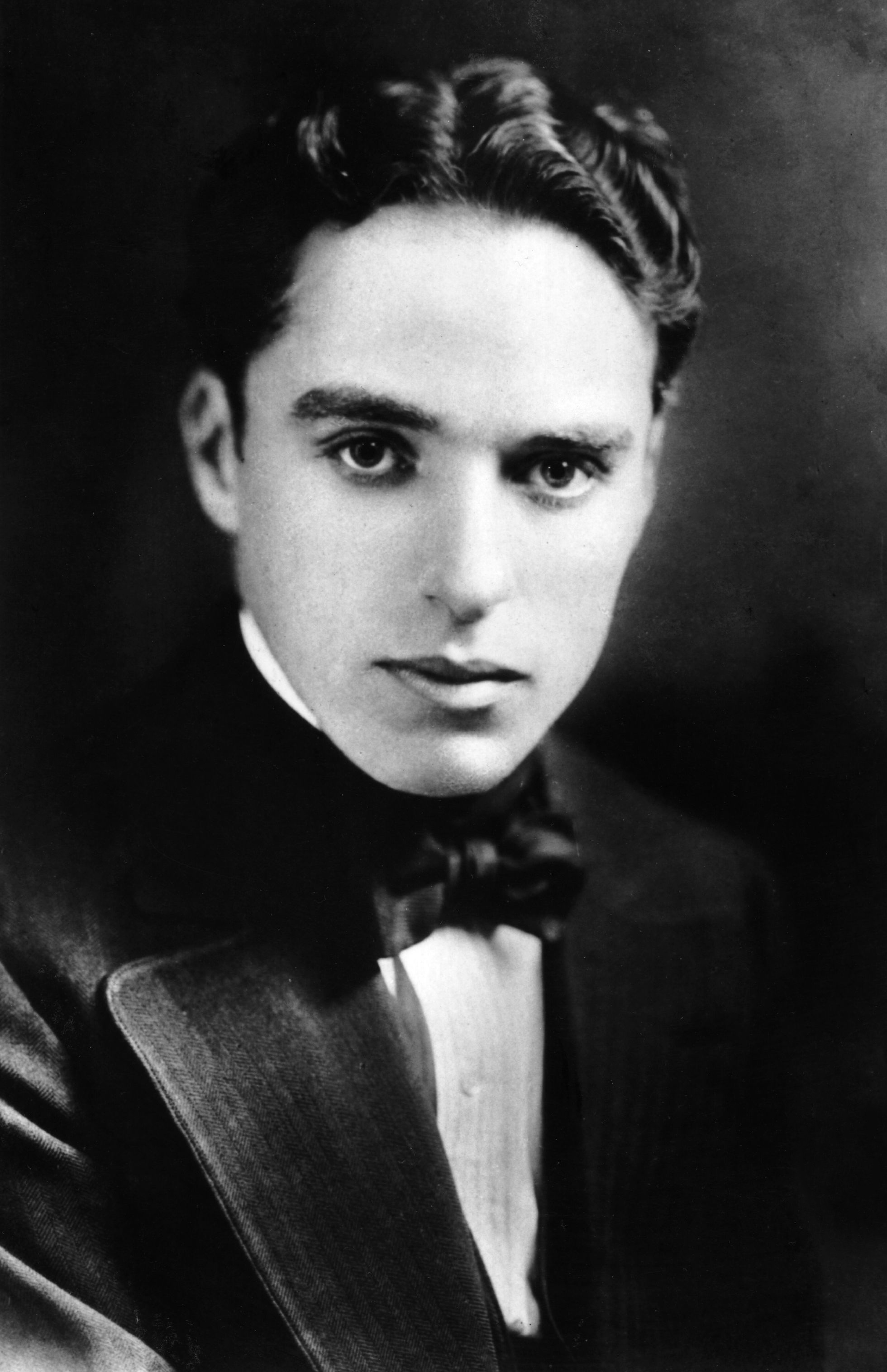
تشارلي تشابلن في شبابه،عام 1909

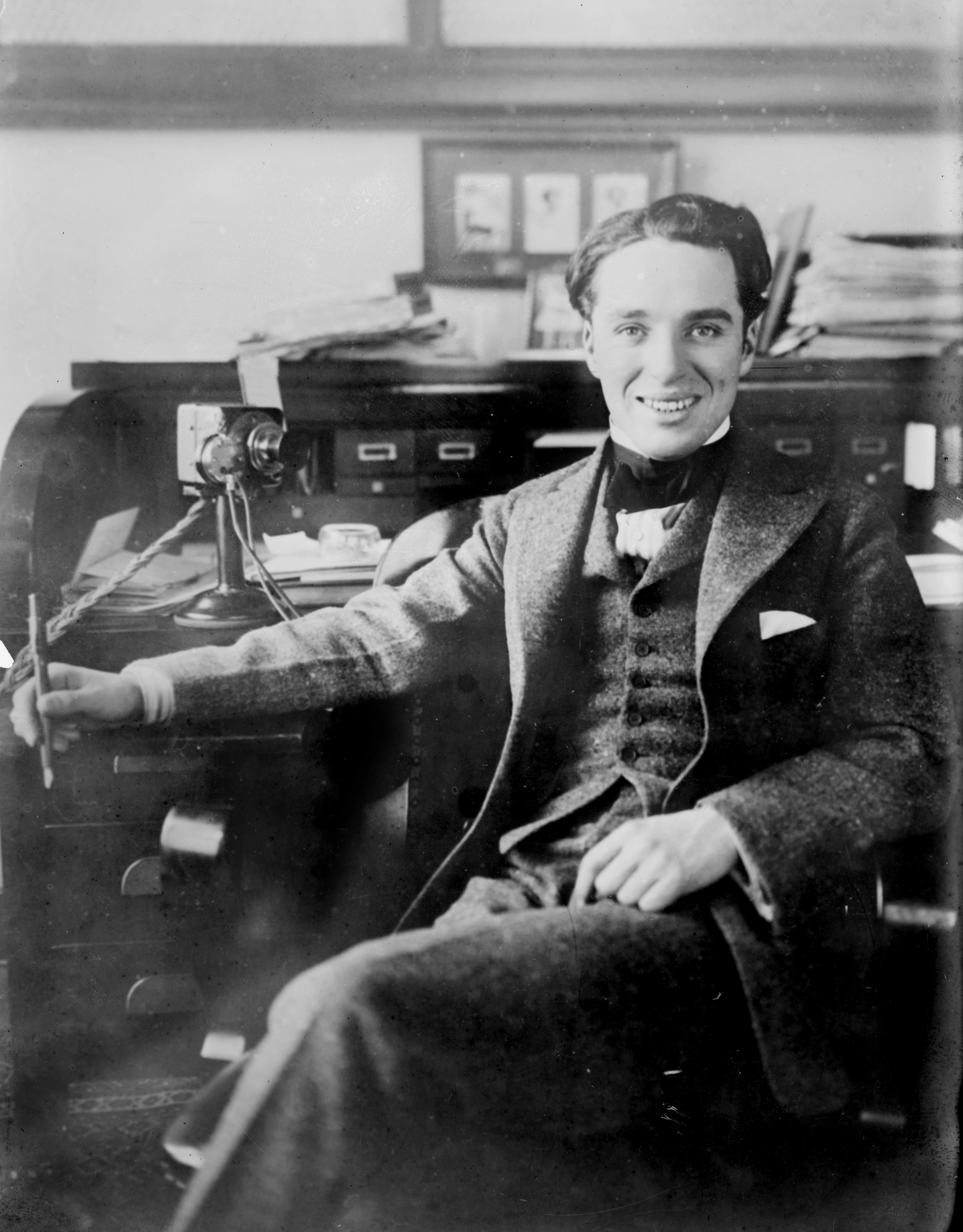
صورة لتشابلن في مكتبه (1910)

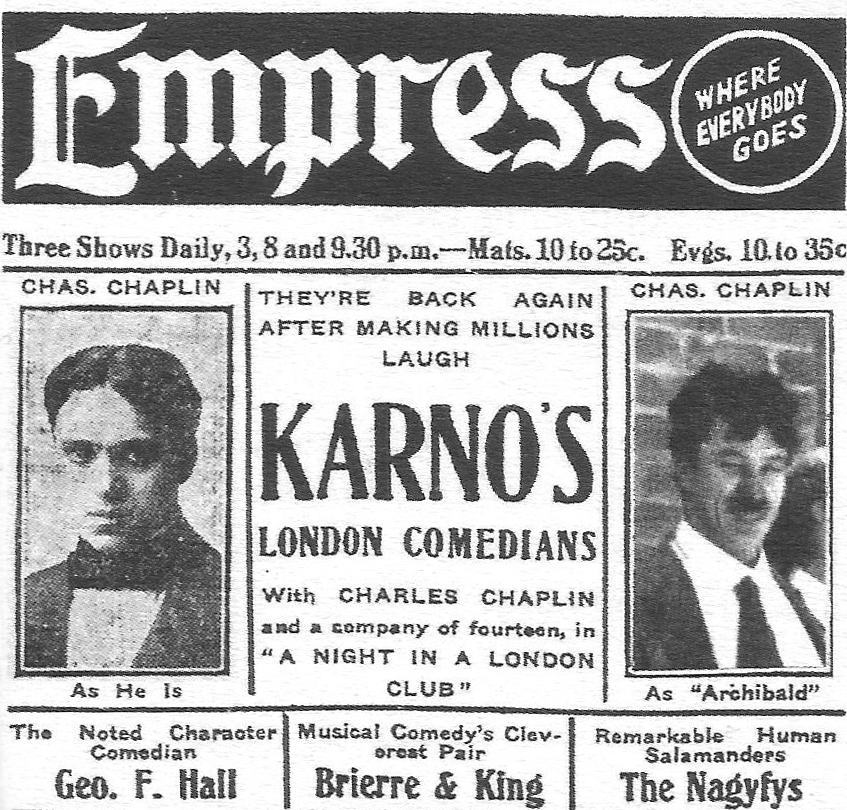
إعلان من جولة تشابلن في أميركا مع شركة فريد كارنو الكوميدية، 1913

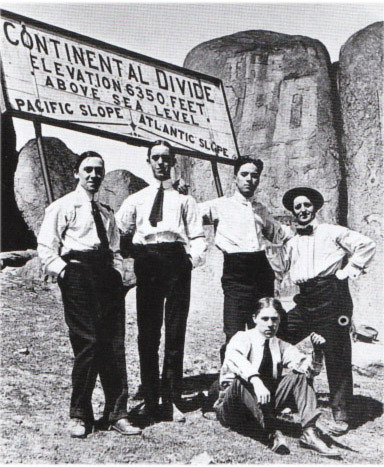
من اليسار فريد كارنو (الأول)، ستان لوريل (الثاني) وتشارلي تشابلن (الثالث). برفقتهم اثنين من الفرقة؛ عام 1913.

عثر «تشابلن» على عمل في شركة جديدة، وذهب معها في جولة مسرحية برفقة شقيقه «سيدني» في مشهد كوميدي قصير يسمى «تصليحات». وفي مايو 1906، وجد «تشابلن» دورا للتمثيل في مسرحية «سيرك كازي»، وقد ساعدته في تطوير مهاراته االتهريجية وفورا أصبح نجم العرض. وفي يوليو 1907 انتهت جولة التمثيل المسرحي، وعندما بلغ سن 18 أصبح كوميديا بارعا. ناضل لكي يعثر على المزيد من العمل، وكانت محاولاته في التمثيل المنفرد فاشلة.
وخلال عام 1906، كان «سيدني تشابلن» قد انضم إلى شركة «فريد كارنو» المرموقة، وبعد سنتين أصبح نجم فرقة رئيسية. في فبراير، تمكن «سيدني» من تأمين فرصة تجريبية لشقيقه الأصغر لمدة أسبوعين. كان «كارنو» في البداية حذراً، يعتقد أن «تشابلن» «شاب شاحب، ضئيل، كئيب الشكل» و«يبدو كثير الخجل عند قيامه بأي عمل مسرحي». ولكن هذا الشاب لم يكن يثق بقدراته صنع ضجة قوية في ليلته الأولى في «استاد لندن»، وبعدها تم توقيع العقد معه فورا. كان «تشابلن» قد بدأ بتمثيل أجزاء لسلسلة بسيطة، ثم تقدم إلى الأدوار البطولية في عام 1909. وفي أبريل 1910، أعطيت له زمام المبادرة في مشهد مسرحي هزلي جديد اسمه «جيمي الشجاع»، وكان ناجحا. وتلقى «تشابلن» الاهتمام الكبير من الصحافة.
عندما عاد «ألفريد ريفز» مدير فرقة «كارنو» الأمريكية، إلى إنجلترا وكان يبحث عن دور أول يرافقه إلى شمال أمريكا، وجد «تشابلن» أن هذه فرصة عظيمة لتحقيق حلمه في الذهاب إلى أمريكا، ومن حسن حظه رأى «ألفريد» مهاراته، وطلب «ألفريد» من «كارنو» أن يكون «تشابلن» أحد أعضاء فرقة الفودفيل المتجولة أمريكا الشمالية. وكان «تشابلن» على رأس العرض وقد أعجب المشاهدين، وقد قالوا عنه «أنه أفضل فنان إيمائي رأيناه هنا».  وكان أكثر دور ناجح له وهو في حالة سكر واطلق عليه «السكير المتأنق» حيث لاقى قبولا واسعا.  كان برفقة الفرقة الكوميدي الشهير «آرثر ستانلي جيفرسون» المعروف باسم «ستان لوريل» الذي أصبح هو الآخر ممثلا كوميديا شهيرا فيما بعد في سلسلة «لوريل وهاردي»، وقد تشارك مع «تشابلن» الغرفة في السفينة. استمرت الفرقة تتجول مدة 21 شهرا، وعادت إلى إنجلترا في يونيو 1912. كانت العودة تقلق «تشابلن»، يقول عن ذلك في مذكراته أن:«لدي شعور بالقلق من أن اغرق مرة أخرى في الاكتئاب المبتذل»، ولم يبتهج إلا عندما بدأت الجولة الثانية في شهر أكتوبر.

### 1917-1914: دخول الأفلام

#### كيستون
خلال الستة أشهر من جولة أميركا الثانية، جاءت برقية إلى السيد «ريفز» تدعو من «تشابلن» إلى الانضمام لشركة نيويورك السينمائية. لأن ممثلي الشركة ومنهم السيد «ماك سينيت» قد شاهدوا أداءه حين لعب دور السكير في قاعة الموسيقى الأمريكية، وكانو يعتقدون بأنه قد يكون بديلا عن «فريد ميس» نجم «استوديوهات كيستون»، الذي ينوي المغادرة. لم يكن «تشابلن» متحمسا للعمل في السينما وكان يعتقد «تشابلن» أن كوميديا كيستون عبارة عن:«مزيج بسيط من الخشونة والقعقعة»، ولكنه أحب فكرة العمل في الأفلام بقوله: «ومع ذلك، ستعني لي حياة جديدة.» كانت شروط العقد أن يمثل ثلاثة أفلام في الأسبوع مقابل 150 دولار في الأسبوع، ولكن «تشابلن» طلب بأن لا تقل عن 200 دولار، لكن رفض هذا الطلب وعرض عليه عقد لمدة سنة على أن يدفعوا 150 دولارا (تعادل 3٬928 دولار في 2020) في الأسبوع على مدى الثلاثة أشهر الأولى، و175 في الستة أشهر الباقية، وهو مبلغ يمثل أكثر مما تقدمه فرقة «كارنو». وفي سبتمبر 1913 التقى «تشابلن» مع الشركة ووقع العقد.
عندما وصل «تشابلن» إلى لوس أنجلوس، موطن «استوديوهات كيستون». قابل رئيسها ماك سينيت، وعندما رأى «تشابلن» بدا عليه القلق من عمره حيث كان 24 عاماً وأنه يبدو صغيرًا جداً، ولأنه كان معتادا على الكوميديين الأكبر سنا. ولم يدخله في التصوير حتى أواخر يناير، وخلال هذه الفترة كان «تشابلن» يتعرف على خطوات صناعة الأفلام. وبعد ذلك بدأ بتمثيل أول فيلم قصير له اسمه «كسب العيش»، وتم عرضه في 2 فبراير 1914. كان «تشابلن» يكره التصوير بشدة، لكن تم ترشيحه من أحد النقاد وقال عنه أنه «كوميدي من الطراز الأوّل». وعند مثول «تشابلن» أمام الكاميرا للمرة الثانية، اختار زيا فريدا جعل منه مميزا. وقد وصف هذه العملية في سيرته الذاتية:
أصبحت شخصية «الصعلوك» في فيلم «مأزق مابل الغريب» معروفة للجميع، لأنها كانت قد ظهرت لأول مرة إلى الجمهور في فيلم «سباقات سيارات الأطفال في فينيسا» الذي قد تم تصويره بعد فيلم «مأزق مابل الغريب» ولكنه صدر قبله بيومين. اعتمد «تشابلن» هذه الشخصية في شاشته وحاول تقديم مقترحات بخصوص الأفلام التي سيظهر فيها، وقوبلت بالرفض من قبل المخرجين. وأثناء تصويره الحادي عشر لفيلم «مابل على المقود»، اختلف مع مخرجة الفيلم «مابل نورماند»، وتم إحلال عقده. لكن «سينيت» لا زال متمسكا به، وخصوصا عندما تلقى طلبات من العارضين لأفلام أكثر من «تشابلن». كما أن «سينيت» سمح لـ«تشابلن» بأن يخرج فيلمه التالي بنفسه بعد أن أخذ وعد من تشابلن أن يدفع مبلغ 1,500 دولار (تعادل 39٬278 دولار في 2020) إذا فشل الفيلم.
في 4 مايو 1914 صدر فيلم «عالق في المطر»، وكان أول فيلم بإخراج «تشابلن» وقد حقق ناجحا باهرا. وبعد ذلك قام بإخراج جميع الأفلام القصيرة لاستوديوهات كيستون التي يظهر فيها، وكانت بمعدل فيلم كل أسبوع تقريبا وقد حصل على علاوة تشجيعية مقدراها 25 دولار عن كل فيلم، وهذه الفترة تعتبر الأكثر إثارة في حياة «تشابلن» المهنية كما ذكر في مذكراته. تقدم أفلام «تشابلن» أشكالا كوميدية أبطأ من ما تقدمه كيستون من كوميديا نموذجية، وكون قاعدة جماهيرية كبيرة. في نوفمبر 1914، أصبح لـ«تشابلن» دور داعم في أول فيلم كوميدي طويل، وقد حاز فيلم «رومانسية تيلي المثقوبة» من إخراج «سينيت» وبطولة «ماري دريسلر» على نجاح تجاري وزيادة شعبيته. عندما حان الوقت لتجديد العقد في نهاية السنة، طلب «تشابلن» مبلغ 1,000 دولار في الأسبوع (تعادل 26٬185 دولار في 2020) – لكن «سينيت» رفض هذا المبلغ المبلغ الكبير.
في أحد الأيام تلقى «تشابلن» مكالمة هاتفية من "كارل لامل" مؤسس شركة يونيفرسال ستوديوز وكان مستعدا أن يدفع 12 سنت عن كل قدم من الفيلم. لكن «تشابلن» أراد تحكم أكبر لأفلامه ووقتا أكثر لتحسينها. وبدأ «تشابلن» في التفكير في تكوين شركته الخاصة وأن يصبح مستقلا. لكنه كان قلقا من العبء الإداري. حاول أن يجذب اهتمام شقيقه «سيدني» في الشراكة معه. كان يقدر مهارات «سيدني» في الإدارة، وقال له :«كل ما نحتاجه هو كاميرا وخلفيه»، لكن «سيدني» الذي كان يعمل برفقة «تشابلن» في كيستون، لا يزال ملتزما بالعقد مع «سينيت».

#### إساناي

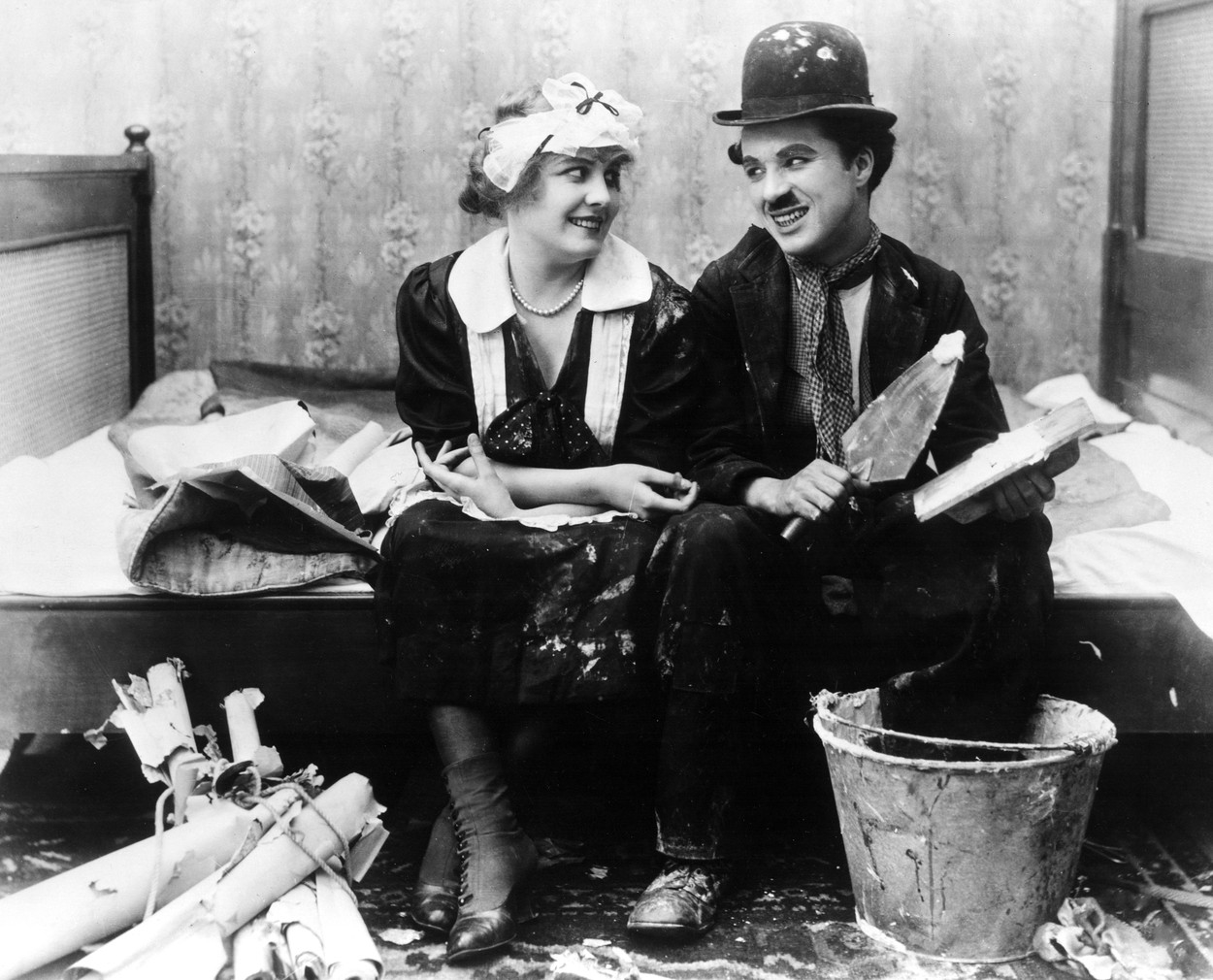
تشابلن وإدنا بيرفيانس، الممثلة الرئيسية المنتظمة، في فيلم "عمل" (1915)

قبل انتهاء عقد كيستون بوقت قصير، وافق «تشابلن» على عرض مربح من شركة إساناي لصناعة الأفلام في شيكاغو. وفي 2 يناير 1915، وقع «تشابلن» عقدا مع شركة إساناي بأجر قدره 1,250 دولار في الأسبوع (تعادل 31٬978 دولار في 2020)، بالإضافة إلى 10,000 دولار منحة التزام (تعادل 255٬822 دولار في 2020). لم يكن «تشابلن» مرتاحا خلال إنتاجه لأول فيلم لإساناي. ولم يكن سعيدا خلال فترات وجوده في شيكاغو ونيلز، وطلب أن يسمح له بالتصوير في لوس أنجلوس، كما أن إساناي تأخرت في مبلغ 10,000 دولار. تلقى «تشابلن» شيك المكافأة وتعهد بعدة أفلام في عقده مع إساناي، وسمح له بنقل طاقمه إلى هوليوود. وسهلت هذه المناورة من «تشابلن» بأن يكون قريبا من أخيه «سيدني»، الذي انتهى عقده مع كيستون، وتخلى بعدها عن مهنته التمثيل ليصبح مديرا ورجل أعمال لمؤسسة أخيه المتنامية. وبدأ «تشابلن» بتشكيل شراكة مساهمة داخل استوديو إساناي مع بعض الممثلين العاديين، مثل «ليو وايت»، «بود جاميسون»، «بادي ماجواير» و«بيلي آرمسترونغ». وعين ممثلة رئيسية تدعى «إدنا بيرفيانس»، التي التقى بها في مقهى واستأجرها بسبب جمالها. وقد ظهرت في 35 فيلم مع «تشابلن» لأكثر من ثماني سنوات؛ وأصبحت علاقتهما فيما بعد غرامية استمرت إلى عام 1917.
أحكم «تشابلن» السيطرة على أفلامة وأضاف المزيد من الوقت والاهتمام لكل فيلم. وجعل فاصلا زمنيا مدته شهر بين إطلاق المنتج الثاني في فيلم «ليلة في الخارج»، والثالث في فيلم «البطل». جميع الأفلام النهائية 7 لـ«تشابلن» و14 لإساناي قد أنتجت بوتيرة أبطأ. وبدأ «تشابلن» في تبديل شخصيته التي تعرض على الشاشة، والتي لاقت انتقادات في استوديو كيستون بسبب طبيعتها «الدنيئة، الغليظة والقذرة». وأصبحت الشخصية أكثر لطافة ورومانسية؛ يعتبر فيلم «المتشرد» (أبريل 1915) نقطة تحول خاص في تطويره. استخدم الشفقة كمزيد من التطوير في فيلم «البنك»، حيث جعل «تشابلن» نهايتها حزينة. وقد بين «روبنسون» في ملاحظاته أن هذا إبداع في الأفلام الكوميدية، وبدأ النقاد يشيدون بأعمال «تشابلن». في إساناي، وقد كتب الباحث السينمائي «سيمون لوفيش»:إن تشابلن قد «عثر على السمات والخيارات التي ستصنع عالم الصعلوك».
خلال عام 1915، أصبح «تشابلن» ظاهرة ثقافية. امتلأت المتاجر ببضائع تحمل صوره وتماثيل على شكلة، وظهر في الرسوم المتحركة والقصص الفكاهية المصورة، وكتبت عنه العديد من الأغاني. في يوليه، كتبت «مجلة موشن بيكتشر» أن «التشابلينية» قد انتشرت في جميع أنحاء أمريكا. وعلاوة على شهرته في جميع أنحاء العالم، أصبح أول نجم دولي في صناعة السينما. وعندما انتهى العقد مع إساناي في ديسمبر 1915، طلبت منه شركة إساناي بتجديد العقد مقابل 350,000 دولار إذا صور 12 فيلما ببكرتين وأن تتحمل هي تكاليف الإنتاج، لكن «تشابلن» طلب إضافة منحة توقيع قدرها 150,000 دولار. لأنه تلقى عدة عروض من عدة شركات، مثل يونيفرسال ستوديوز، فوكس فيلم وفيتاجراف ستوديوز، وأفضلها عرضا جاء من شركة موتوال فيلم التي قدمت مبلغ 10,000 دولار في الأسبوع (تعادل 255٬822 دولار في 2020).

#### موتوال

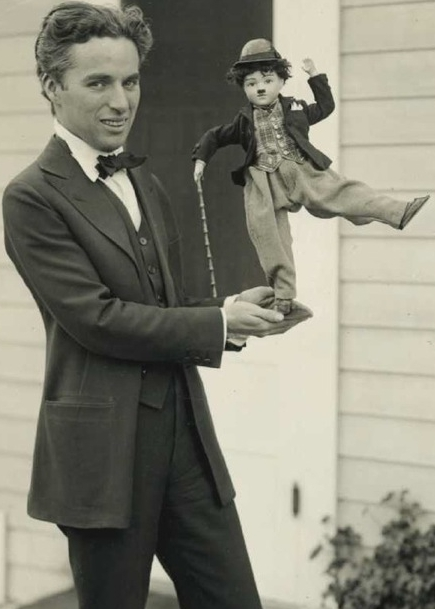
بحلول عام 1916، اصبح تشابلن ظاهرة عالمية. يظهر هنا معه بعض البضائع التي تحمل سماته، تقريبا 1918.

تم الاتفاق بعد التفاوض مع موتوال بعقد قدرة 10,000 دولار أسبوعيا مع منحة 150,000 دولار بحيث يصبح المجموع 670,000 دولار في السنة (تعادل 15٬934٬526 دولار في 2020)، وتم توقيع العقد في 27 فبراير 1916. يقول «روبنسون» أن «تشابلن» -26 عاماً- أكثر شخص يتلقى أجرا كهذا في العالم. وسبب هذا الراتب العالي صدمة للجمهور وانتشرت أخباره في الصحافة. يوضح «جون فريولير»، رئيس الاستوديو: «بإمكاننا تحمل دفع هذا المبلغ الكبير للسيد تشابلن سنوياً لأن الجمهور يريد أن يدفع لتشابلن.»
بعد توقيع العقد أجرت موتوال على «تشابلن» استوديو خاص في هوليوود ليكون خاصا به ويعمل بحرية مع منتجاته، وافتتح في مارس 1916. وأضاف عضوين رئيسيين لشركته المساهمة، هما «ألبرت أوستن» و«اريك كامبل»، وأنتج سلسلة خاصة من الأفلام القصيرة المكونة من بكرتين مثل: «مفتش المتجر»، «رجل الإطفاء»، «المتسكع»، «الواحدة صباحا»، و«الكونت». وعين الممثل «هنري بيرغمان» إلى فيلمه «مكتب المراهنات»، واستمر «هنري» مع تشابلن مدة 30 عاماً. واكمل فلمي «خلف الشاشة» و«حلبة التزلج»، وكانت هذه إصدارات عام 1916. وكان عقد شركة موتوال ينص أن يطلق «تشابلن» فيلم قصير من بكرتين كل أربعة أسابيع، وقد تمكن من تحقيق هذا الشرط. ومطلع السنة الجديدة، بدأ «تشابلن» بمطالبة المزيد من الوقت. فقد أنتج فقط أربعة أفلام إضافية لموتوال خلال الأشهر العشرة الأولى من عام 1917: «الشارع السهل»، «العلاج»، «المهاجر»، و«المغامر». واعتبرت هذه الأفلام من بين أروع أعمال «تشابلن». يقول «تشابلن» في مذكراته أن حياته في شركة موتوال كانت اسعد أيامه المهنية.
في هذه الأثناء كانت الحرب العالمية الأولى قائمة في أوروبا، وقد هاجمت وسائل الإعلام البريطانية «تشابلن» لعدم مشاركته في الحرب. وقد دافع عن نفسه، وكشف أنه سيحارب من أجل بريطانيا إذا دعي لذلك وقد سجل في مشروع التجنيد الأميركي، لكن لم يستدعى من أي بلد. وعلى الرغم من هذه الانتقادات إلا أن شعبية «تشابلن» زادت عند الجيش، واستمرت في النمو في جميع أنحاء العالم. ذكرت مجلة هاربرز ويكلي أن اسم تشارلي تشابلن «جزء من اللغة المشتركة لكل بلد تقريبا»، وأن صورة الصعلوك «مألوفة عالمياً». وفي عام 1917، أنتشر المقلدين المحترفين لتشابلن حتى أنه اتخذ إجراء قانوني لذلك، وتبين بأن تسعة من كل عشرة رجال لبسوا زي الصعلوك. وفي نفس العام، أجرت «جمعية بوسطن للبحوث النفسية» دراسة بينت أن «تشابلن هوس الأمريكيين». وكتبت الممثلة «ميني ماديرن فيسكي»: «التزايد المستمر من الفنانين المثقفين، بداية لتقدير المهرج الإنجليزي الشباب، تشارلز تشابلن، كفنان غير عادي، وعبقري هزلي».

### 1922-1918: فيرست ناشيونال

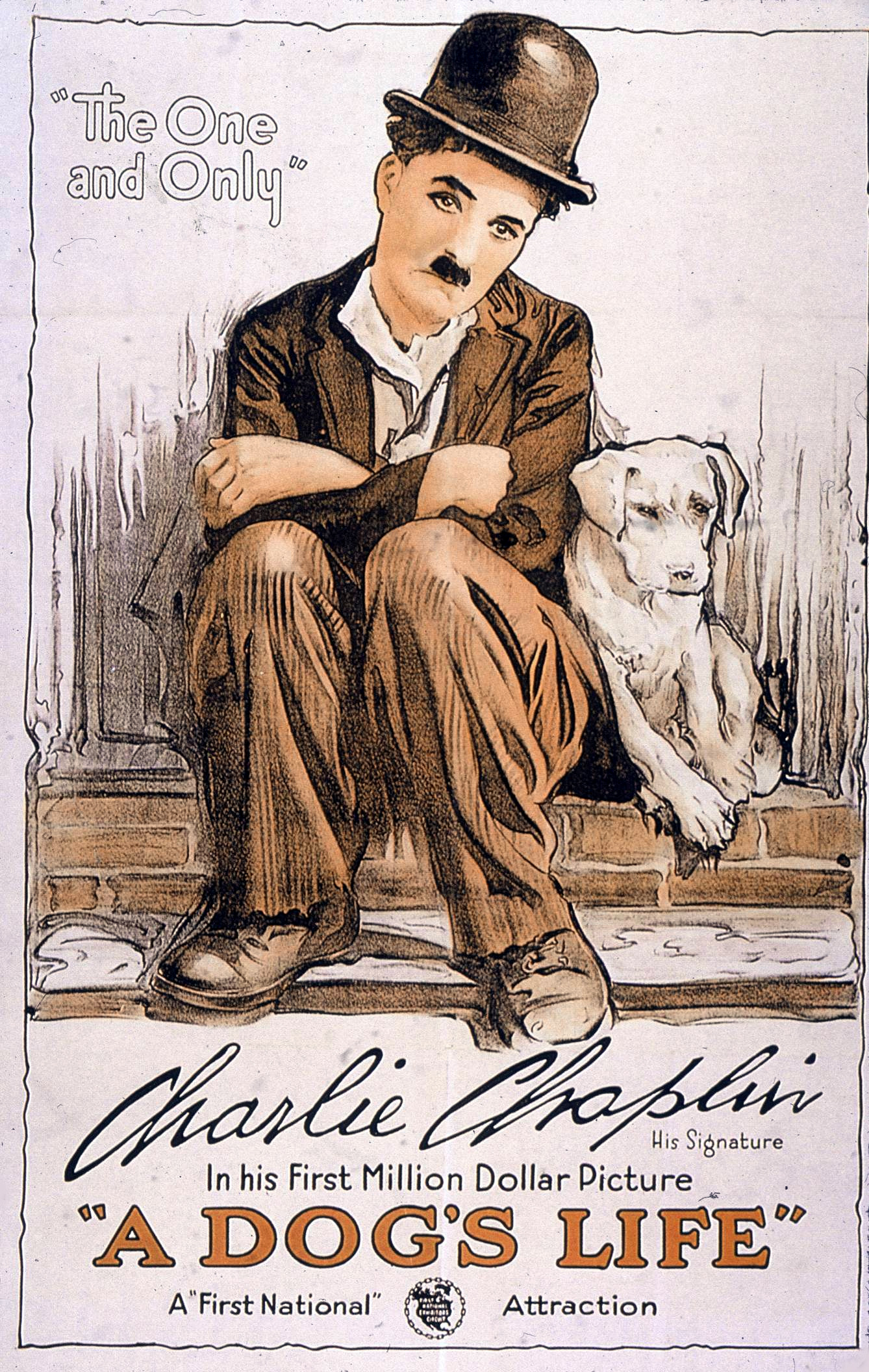
حياة كلب (1918). كانت وقت الذي بدأ فيه «تشابلن» ابتكار شخصية الصعلوك كـ«نوع من التهريج الإيمائي»، أو المهرج الحزين.

اضطرت شركة موتوال إلى إنهاء العقد وديا مع تشابلن بسبب انخفاض معدل الإنتاج. وكان ما يشغله في إيجاد موزع جديد هو الاستقلالية؛ صرح مدير أعماله «سيدني» للصحافة، «يجب أن يترك لتشارلي كل الوقت الذي يحتاج وكل الأموال التي يحتاجها لإنتاج أفلام بالطريقة التي يريد... إننا نسعى أن تكون نوعية لا كمية».
عرض «جيسي لاسكي» مؤسس شبكة التوزيع الضخمة باراماونت على «تشابلن» مليون دولار، نفس المبلغ التي عرضته شركة موتوال، ليضمه إلى مجموعة فيموس بلاير لاسكي. وفي نفس الوقت قدم منافس آخر اسمه «ادولف زوكور» من شركة فيرست ناشيونال للأفلام عرضا لـ«تشابلن» لم يسبق له مثيل وهو مبلغ 1.25 مليون دولار، مما يسمح له أن يصبح منتجا مستقلا في التوزيع. تم توقيع العقد مع فيرست ناشيونال في 17 يونيو 1917، وكانت فيرست ناشيونال ملزمة بدفع 125,000 دولار لكل فيلم من بكرتين بالإضافة إلى 115,000 دولار لكل بكرة إضافية، مما يجعل الأفلام الكوميدية الطويلة مجدية من الناحية الاقتصادية. وكمنتج مستقل، فإن التمويل الذي يأتي من إنتاج «تشابلن» يكون لصناعة أفلامه الخاصة به، مع الإبقاء على التحكم الإبداعي الكامل. ستكون فيرست ناشيونال بمثابة الموزع التقليدي، مع رسم توزيع 30%، وتغطية جميع تكاليف المطبوعات والإعلانات. وبعد تغطية تكاليف الفيلم، سيتم تقسيم الأرباح بالمناصفة بين المنتج والموزع.
قرر «تشابلن» أن يبني الاستوديو الخاص به من خلال تمويل أفلامه والتحكم بالحقوق، واختار أن تكون على أرض تقدر مساحتها خمسة أكر قبالة سانسيت بوليفارد، مع أدوات إنتاج من الدرجة الأولى. وتم إنجاز هذا المشروع في يناير 1918، وأصبح لـ«تشابلن» مطلق الحرية في صناعة أفلامه.
صدر فيلم «حياة كلب» في أبريل 1918، وكان أول فيلم للعقد الجديد. أظهر فيه «تشابلن» قلقه المتزايد من تركيبة القصة وتصرف الصعلوك «كمهرج حزين». وصف «لويس ديلك» الفيلم بأنه «سينما أول مجموع فنية». قام «تشابلن»بحملة سندات التحرير الثالثة، وقام بجولة في الولايات المتحدة لمدة شهر لجمع التبرعات للحلفاء في الحرب العالمية الأولى. وأنتج فيلم «السند» وكان فيلم دعائي قصير، تبرع بريعه للحكومة لجمع التبرعات. وكان الإصدار التالي لـ«تشابلن» مستند على الحرب، وجعل «الصعلوك» بالخنادق في فيلم «أسلحة الكتف». حذره معاونوه من صنع كوميديا حول الحرب ولكن كما ذكر لاحقا: «خطر أو لا، الفكرة حمستني». وأمضى أربعة أشهر في تصوير فيلم طويل مدته 45 دقيقة، وصدر في أكتوبر عام 1918 وقد حاز على نجاح كبير.

#### يونايتد آرتيست، "ميلدريد هاريس"، وفيلم "الطفل

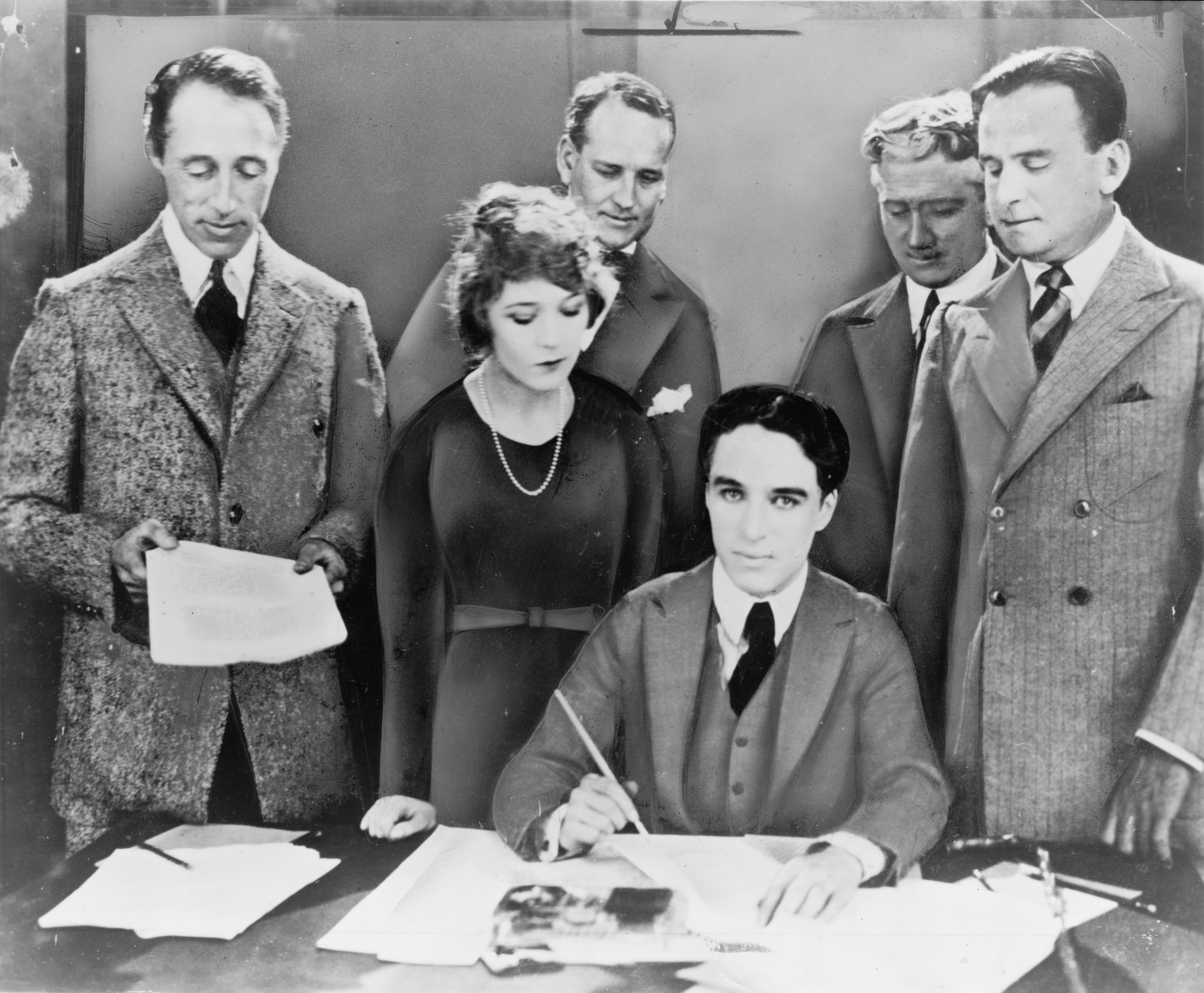
تشابلن يوقع عقد شركة يونايتد آرتيست في عام 1919

بعد إطلاق فيلم «أسلحة الكتف»، طلب «تشابلن» المزيد من المال من فيرست ناشيونال، لكنها رفضت. وأصيب بالإحباط بسبب قلة اهتمامهم بالجودة، وقلق بسبب شائعات احتمال دمج الشركة مع شركة باراماونت، فاضطر «تشابلن» للانضمام مع «دوغلاس فيربانكس»، «ماري بيكفورد» و«ديفيد وارك غريفيث» لتشكيل شركة توزيع جديدة أطلقوا عليها اسم «يونايتد آرتيست»، أنشئت في يناير 1919. كان هذا الترتيب ثورة في صناعة السينما، تمكن فيها الشركاء الأربعة من تمويل أفلامهم والتحكم فيها. حرص «تشابلن» أن يبدأ مع الشركة الجديدة، وقدم عرض شراء عقده مع فيرست ناشيونال. فرفضت وأصرت على أن يكمل الستة أفلام الأخيرة المستحقة.
قبيل إنشاء شركته «يونايتد آرتيست»، تزوج «تشابلن» من الممثلة «ميلدريد هاريس» البالغة 17 سنة، حيث ادعت أنها حامل منه، ولتجنب الفضيحة أو المحاكمة باعتبارها قاصر، تزوجها «تشابلن» بسرية في لوس أنجلوس في سبتمبر 1918، وتبين فيما بعد أنه وقع ضحية لخدعة مراهقة، وكان الحمل كذبةً، فشعر «تشابلن» أن زواجه يقيده، كما أنه يحد من إبداعاته، وكان مشغولا في إنتاج فيلم «الجانب المشرق». فيما بعد حملت «هاريس» حملاً حقيقياً، وفي 7 يوليه 1919 أنجبت «نورمان سبنسر تشابلن»، لكنه كان مشوها وتوفي بعد ثلاثة أيام من ولادته، حزن «تشابلن» حزناً شديدا على وفاة ابنه. في نهاية المطاف فشل زواجهما وانفصلا في أبريل 1920. يذكر «تشابلن» في سيرة حياته أنهما كانا «متناقضين».
أثر فقدان الطفل على عمل «تشابلن»، وخطط لفيلم يتحول فيه الصعلوك إلى شخص يتبنى طفل صغير.  كان «تشابلن» يود أن يفعل في هذا المشروع الجديد ماهو أكثر من الكوميديا، يقول عنه «سيمون لوفيش» : «أنه جعل بصمته في عالم متغير». بدأ تصوير فيلم الطفل في أغسطس 1919، مع الطفل الموهوب «جاكي كوجان» البالغ من العمر أربع سنوات. لكن بسبب ما أوقف إنتاجه وتوجه لتصوير فيلم «يوم المتعة» لإرضاء فيرست ناشيونال.[بحاجة لتوضيح] استغرق إنتاج فيلم الطفل مدة تسعة أشهر حتى مايو عام 1920، وكانت مدته 68 دقيقة من ستة بكرات وكان أطول فيلم يصوره «تشابلن» حتى الآن، يناقش فيه مشاكل الفقر وانفصال الوالدين والأم عن الطفل. يُعتقد أن «تشابلن» أخذ أفكار الفيلم من طفولته الخاصة وكان أحد الأفلام التي جمعت بين الكوميديا والدراما. عُرض الفيلم في يناير عام 1921 ولاقى نجاحا سريعا، وخلال عام 1924، عرض في أكثر من 50 بلدا.
قبل الانتهاء من فيلم «الطفل»، تعرضت عملية الإعداد إلى خطر عندما انهارت العلاقة مع كل من فيرست ناشيونال وزوجته. حيث أن «ميلدريد» قررت الانفصال وديا، وشاركت فيرست ناشيونال في هذا الانفصال في محاولة للاستحواذ على فيلم «الطفل». لأن الإنفاق البالغ نصف مليون دولار قد أثار الموزع. بالرغم من أن «تشابلن» هو من قام بتمويل الفيلم، وبالنهاية ستكون فيرست ناشيونال ملزمة بالعقد بأن تدفع أكثر من تكلفة النسخة الخام السلبية لإصدار فيلم بستة بكرة. وبدلا من ذلك حاولوا قبول الفيلم على أساس ثلاثة أفلام كل منها من بكرتين، وبهذه الطريقة سيدفعون فقط 405,000 دولار. كانوا يعرفون أن خروج «تشابلن» إلى يونايتد آرتيست كان وشيكا، وسعوا للاستيلاء على فيلم«الطفل»، الذي يعتبر أول فيلم طويل من أشهر فنان في العالم. وبما أن إنجاز فيلمين ظاهريا يجعل من «تشابلن» أقرب إلى نهاية عقده مع فيرست ناشيونال، فإن مثل هذه الصفقة ستنقله إلى شروط اقتصادية غير مقبولة من فيلم قد استغرق 18 شهرا من وقته، والذي يبدو منه أنه سيفجر شباك التذاكر بالجماهير. وبالتالي فإن «تشابلن» قد رفض.
لم يكن «تشابلن» قد انتهي من المونتاج بعد، وقد دفعته غريزته بإنهائه في ولاية أخرى. وانطلق إلى مدينة سولت ليك، مع أكثر من 400 ألف قدم من الأشرطة أي حوالي 500 بكرة، وبرفقته «ألف ريفز» والمصور السينمائي «رولاند توثيروه» الذي يثق به لاستكمال تحرير الفيلم. تنكر «تشابلن» واستأجروا غرفة في فندق سولت ليك، متجاهلين إجراءات السلامة التي تحظر نترات الفيلم الشديدة الاشتعال. وبدؤوا في عمل المونتاج لأكثر من ألفي لقطة وقد أجرى عرض تمهيدي لاختبار الفيلم أمام جمهور سولت ليك المتحمس. بعد إكمال التحرير سافر إلى نيويورك لقلب الطاولة على فيرست ناشونال.
بعد تسوية اتفاق الطلاق، وحصول «هاريس» على 200,000 دولار إضافة إلى نصف أملاك «تشابلن»، أصر «تشابلن» على أن تدفع فيرست ناشونال مبلغ 1.5 مليون دولار مقدما للإيجارات، مع الاتفاق المعتاد (50% من الأرباح، وحيازة حقوق الطبع والنشر للفيلم بعد خمس سنوات). ترددت فيرست ناشونال لهذا الاتفاق، وأمهلهم أسبوع واحد. ثم قبلت فيرست ناشونال، وفي وقت مبكر من عام 1921 أطلق فيلم «الطفل» وتدافع الجمهور أمام شباك التذاكر. وكان التقدير الإجمالي للإصدار الأولي نحو 2.5 مليون دولار.
أمضى «تشابلن» خمسة أشهر في إنتاج الفيلم التالي المكون من بكرتين «الطبقة الخاملة». بعد صدوره في سبتمبر 1921، قرر العودة إلى إنجلترا لأول مرة بعد عقد من الزمن تقريبا. وبعد عودته حرص على الوفاء في عقده مع فيرست ناشيونال، وركز على عدة أفلام قصيرة.وسمحت فيرست ناشيونال لـ«تشابلن» أن يحسب أربعة بكرات نهائية في فيلمين. ونشر فيلم «يوم الدفع» في فبراير 1922، تأخر فيلمه القصير الأخير «الحاج» بسبب خلافات في التوزيع مع الاستوديو، ونشر بعد سنة. وتعلم «تشابلن» الكثير من معركته مع زعماء الاستوديو وقال عنهم أنهم «متهورين وغير متفهمين ولديهم قصر نظر».

### 1938-1923: الملامح الصامتة

#### امرأة باريس«و»حمى الذهب
بعد أن أنجز كامل العقد مع فيرست ناشيونال، أصبح «تشابلن» حرا في تصوير أفلامه كمنتج مستقل. في نوفمبر عام 1922، بدأ بتصوير فيلم «امرأه باريس»، وكانت تحكي عن الدراما الرومانسية لعاشقين مشؤومين. وكان هدفه أن يجعله أداة لصنع النجمة إدنا بيرفيانس، ولم يظهر «تشابلن» في الفيلم بل اكتفى بالإخراج فقط. كان يتمنى أن يكون الفيلم أقرب للواقعية وقد طلب من الممثلين أن يقدموا أداء جيد، مبينا أن في الحياة الحقيقية «المرأة والرجل يحاولان إخفاء مشاعرهم بدلاً التعبير عنها». عرض فيلم «امرأة باريس» في سبتمبر 1923. لم يكن للجمهور إقبال للفيلم بسبب غياب «تشابلن»، وكان شباك التذاكر مخيبا للآمال. وأصيب المنتج السينمائي بسبب هذا الفشل -لأنه منذ فترة طويلة كان يريد أن ينتج فيلم دراماتيكي وأن يكون فخورا بالنتيجة- وتم سحب الفيلم من السوق بأسرع ما يمكن.

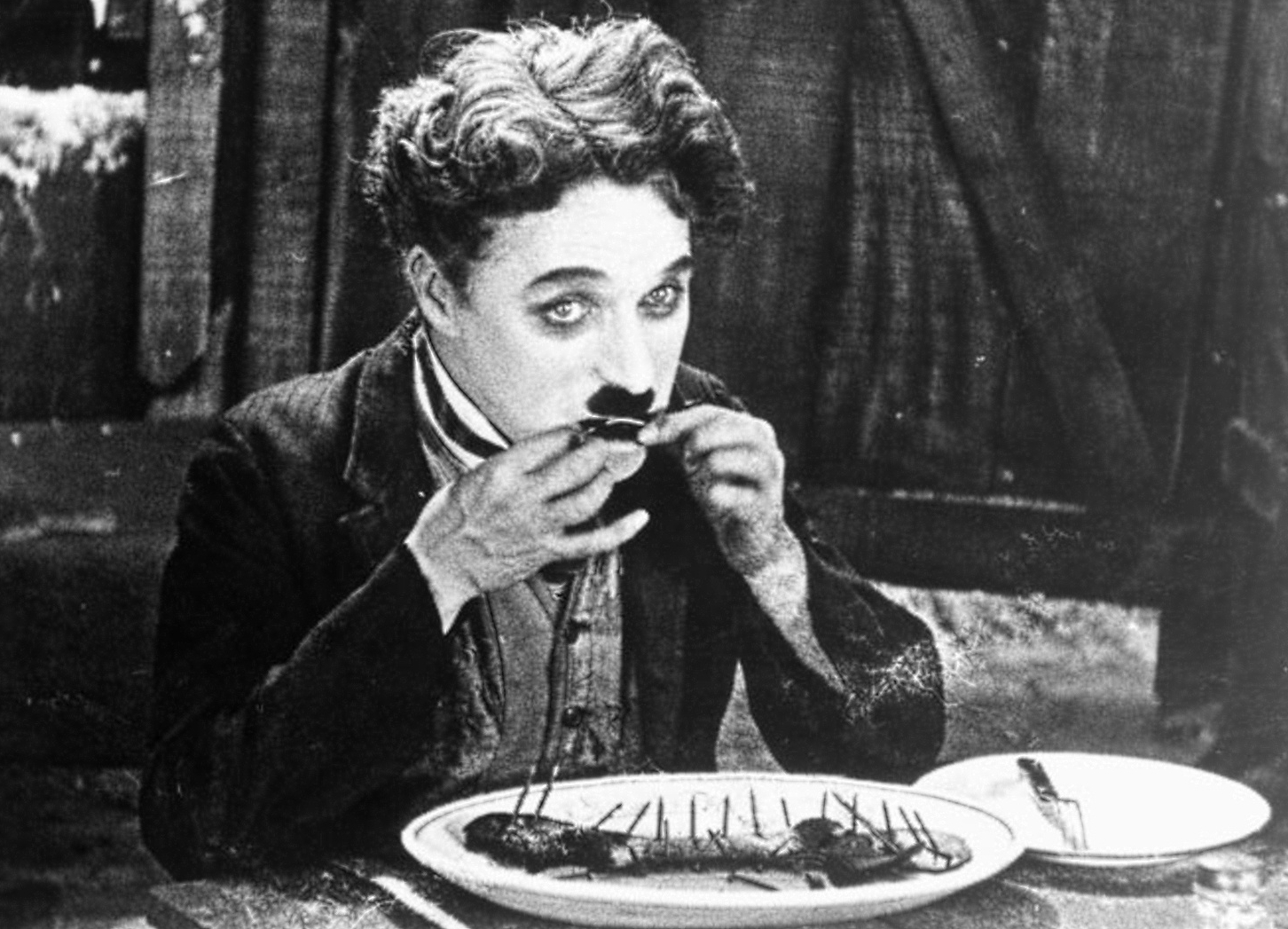
الصعلوك يلجأ إلى تناول حذائه في المشهد الشهير من "حمى الذهب" (1925).

عاد «تشابلن» إلى الكوميديا كي يبدأ مشروعه التالي. ووضع له معايير عالية، قال لنفسه: «يجب أن يكون الفيلم القادم ملحمة! شيئا عظيما للغاية!»، مستوحاة من صورة فوتوغرافية لـحمى ذهب كلوندايك عام 1898، ومن قصة «جماعة دونر» من عام 1846–1847، وصنع ما يقوله «جيفري ماكناب» : («كوميديا ملحمية خارج الموضوع القاسي»). في فيلم «حمى الذهب» يكون «الصعلوك» وحيدا ينقب عن الذهب ويكافح الشدائد ويبحث عن الحب. أختار «تشابلن» الممثلة «جورجيا هيل» كممثلة رئيسية جديدة في هذا الفيلم، وبدأ تصوير الفيلم في فبراير 1924. كلف أنتاجه المتقن تقريبا مليون دولار، تشمل موقع التصوير في جبال تروك مع 600 كإضافات، وتجهيزات مبالغ فيها مع بعض التأثيرات الخاصة. ولم يصور المشهد الأخير حتى مايو 1925، أي بعد 15 شهرا من بداية التصوير.
شعر «تشابلن» أن فيلم «حمى الذهب» أفضل ما قدمه إلى تلك اللحظة. وعرض في أغسطس 1925 وأصبح أحد أعلى الأفلام الصامتة تحقيقا للأرباح، حيث حقق مبلغ 5 مليون دولار. تحتوي الكوميديا فيه على بعض أشهر اللقطات المضحكة لـ«تشابلن»، مثل الصعلوك وهو يأكل حذاءه و«رقصة الخبز». أطلق «ماكناب» على الفيلم عبارة «فيلم تشابلن المثالي». وذكر «تشابلن» عند عرض الفيلم «هذا الفيلم الذي أريد أن يتم تذكري به».

#### ليتا غراي«وفيلم»السيرك

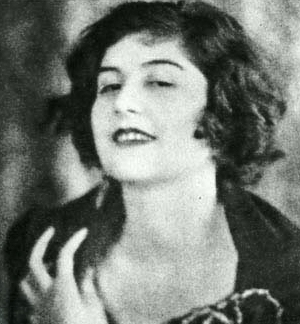
ليتا غراي، الزوجة الثانية لتشابلن، بعد زواجهما بسنة واحدة.

خلال تصوير فيلم «حمى الذهب»، تزوج «تشابلن» للمرة الثانية. انعكاسا لظروفه السابقة في الارتباط، تفاجأت «ليتا غراي» الممثلة المراهقة ونجمة الفيلم، بحملها من «تشابلن» مما أجبره على الزواج منها. وكانت تبلغ من العمر 16 سنة وهو 35 سنة، مما يعني أن «تشابلن» متهم باغتصابها تحت قانون ولاية كاليفورنيا. فاضطر إلى ترتيب زواج سري في المكسيك في 25 نوفمبر 1924. أنجبت طفلها الأول «تشارلز سبنسر تشابلن الابن» في 5 مايو 1925، ثم ابنها الثاني «سيدني إيرل تشابلن» في 30 مارس 1926.
للأسف كان الزواج فاشلا، لدرجة أن «تشابلن» كان يمضي ساعات طويلة في الاستوديو لتجنب رؤية زوجته. في نوفمبر 1926، أخذت «ليتا غراي» أطفالها وتركت المنزل. في 10 يناير 1927 قدمت «ليتا غراي» شكوى طلاق عن طريق محامي. ساعية للحصول على قدر كبير من الملكية المالية المشتركة مع «تشابلن»، وكانت الشكوى ضد «تشابلن»، والاستوديو الخاص به،و«ألف ريفز»، وضد يونايتد آرتيست. وقد تسربت تفاصيل مدمرة إلى الصحافة، كبخل «تشابلن»، الإهمال، الخيانة، الاعتداء والانحطاط الجنسي.
وفي 12 يناير، بيعت نسخ مقلدة في الشوارع. وكانت التداعيات العامة مفاجئة. عاش «تشابلن» في ذاك الوقت أصعب فترات حياته وهو يرى الصحافة تتناول حياته الخاصة وتتعرض لولديه الصغيرين بهجوم شرس، ولم يقف الأمر عند هذا الحد بل ذهبت المنظمات الوطنية النسائية إلى جمع التبرعات لاطعام اطفاله مما كان له الأثر في شعبيته. وأدى الاحتجاج الإقليمي إلى مقاطعة أفلام «تشابلن». ولتجنب المزيد من الدعاية السلبية، طلب «تشابلن» بشكل هادئ من قسم القانون لشركة يونايتد آرتيست أن لا تطالب في رفع المقاطعة لتجنب توليد المزيد من الفضائح.
سقط حكم المحكمة كالصاعقة على رأس «تشابلن» بعد أن حكمت بدفع 600,000 دولار لزوجته و 100,000 دولار لكل ابن من أبناءة، ليكون المجموع 800,000 دولار مسجلا أكبر نفقة دفعت لمرأه في ذلك الوقت في سابقة كانت الأولى، أصيب «تشابلن» بانهيار عصبي ويقال أن شعر رأسه في هذه الفترة تحول من اللون الأسود إلى الأبيض بين عشية وضحاها. كانت قاعدته الجماهيرية قوية بما فيها الكفاية لتساعده في النجاة من هذه الحادثة، وقد باتت في طي النسيان بسرعة، لكن «تشابلن» كان متأثرا بشكل كبير. وعندما كتب «تشابلن» سيرة حياته اكتفى بالقول بأن لا يريد أن يدخل في أية تفاصيل حول هذه الزيجة، لأنه خرج منها بولدين يعتز بهما كثيرا، ولك يذكر أسم «غراي» في مذكراته ولا تفاصيل علاقتهما.
قبل الطلاق، كان «تشابلن» قد بدأ في إعداد الفيلم الجديد «السيرك». التي تدور قصته حول فكرة المشي على حبل مشدود وهو محاط بالقردة، وتحول «الصعلوك» إلى نجم عرض في السيرك. وكان قد توقف تصوير الفيلم مدة 10 أشهر إلى أن ينتهي من مشاكل الطلاق، وكان الإنتاج يعاني من مشاكل بشكل عام. انتهى الفيلم في أكتوبر 1927، وعرض في يناير 1928 في حفل توزيع جوائز الأوسكار الأول. وتم تقديم تذكارا خاصا لـ«تشابلن» وذلك تقديرا إلى «تفننه وعبقرية في التمثيل، والكتابة، والإخراج، والإنتاج في فيلم السيرك». بالرغم من نجاحه، فقد ربط «تشابلن» الفيلم بالجهد المبذول في إنتاجه؛ وحذفه من سيرته الذاتية.

#### فيلم «أضواء المدينة» وعصر السينما الناطقة
في الوقت الذي عرض فيه فيلم «السيرك»، كانت هوليوود تشهد نقلة نوعية في السينما وانتقال السينما الصامتة إلى ناطقة. لكن «تشابلن» لم يتقبل هذه التقنية الجديدة، معتقدا أن «الأفلام الناطقة» تفتقر إلى فنية الأفلام الصامتة. ربما كان خائفاً من أن يؤثر الصوت سلباً على شخصية «الصعلوك»، إضافة إلى عمله في التمثيل الإيمائي لسنوات طويلة، لم يكن من السهل عليه الانتقال إلى هذه التقنية الجديدة، ويخشى أيضا من أن إعطاء «الصعلوك» صوت سيحد تقبله دوليا بسبب أختلاف اللغة، ناهيك عن الناحية الاقتصادية التي ستتأثر، لأن «تشابلن» المنتج الوحيد في هوليوود في ذاك الزمان (وما سيحصل لديزني لاحقا) الذي حققت أفلامه عائدات من خارج الولايات المتحدة أكثر من داخلها. وقد رفض جنون هوليوود الجديد وبدأ العمل على فيلم صامت جديد فيلم «أضواء المدينة». لكنه كان قلق بشأن هذا القرار، وظل على هذا القرار في إنتاجه للأفلام.

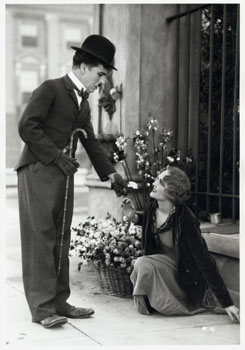
أضواء المدينة (1931)، تعتبر أحد أرقى أعمال «تشابلن»

كان «تشابلن» يعمل على القصة منذ سنة تقريبا حتى بداية تصوير الفيلم في نهاية عام 1928. وتروي قصة أضواء المدينة عن حب بين بائعة ورد ضريرة (قام بالدور فيرجينيا شيريل) و«الصعلوك»، الذي بذل مجهودا في جمع المال لكي تجري عملية لإنقاذ بصرها. كان في إنتاج الفيلم تحدي وقد استغرق 21 شهرا، وأعترف «تشابلن» بأنه «جعل من نفسه شخص في حالة عصبية ينقصه الكمال». الميزة الوحيدة التي وجدها «تشابلن» في التكنولوجيا الصوتية هي فرصة تسجيل النقاط الموسيقية للفيلم، التي ألفها بنفسه.
انتهي «تشابلن» من تحرير فيلم «أضواء المدينة» في ديسمبر 1930، وهو الوقت الذي شهدت فيه الأفلام الصامتة مفارقة تاريخية. كانت ملاحظات العامة على الفيلم سلبية لأنهم غير مهتمين، ولكن على العكس عندما عرض على الصحافة فقد أعطى انطباعا إيجابيا. كتب أحد الصحافيين : «لا أحد في العالم غير تشارلي تشابلن يستطيع فعلها. وهو الشخص الوحيد الذي يتميز بما يسمى 'إغراء الجمهور' في جودة كافية لتحدي ميل الجمهور للأفلام التي تتحدث.». حقق فيلم «أضواء المدينة» عند صدوره في يناير 1931 نجاح شعبي ومالي – محققا أكثر من ثلاثة ملايين دولار. استشهد به معهد الفيلم البريطاني كأفضل إنجاز لـ«تشابلن»، وقد امتدح الناقد «جيمس اغي» المشهد الختامي بأنه : «أعظم لقطة في التمثيل وأفضل لحظة في الفيلم». أصبح فيلم «أضواء المدينة» من الأفلام المفضلة لـ«تشابلن»، وظلت كذلك طوال حياته.[بحاجة لتوضيح]

#### السفر، «بوليت غودارد»، وفيلم "الأزمنة الحديثة
تكلل فيلم «أضواء المدينة» بالنجاح، لكن «تشابلن» لم يكن على يقين من استطاعته تصوير فيلم آخر دون حوار. لا يزال مقتنعا بأن الصوت لن يجدي مع أفلامه، ولكنه بنفس الوقت «خائف من أن تكون من الطراز القديم.». في هذه الحيرة، قرر «تشابلن» أن يأخذ إجازة في بداية عام 1931، والسفر لمدة 16 شهرا. يقول «تشابلن» في سيرته الذاتية عند عودته إلى لوس أنجلوس : «لقد شعرت بالارتباك وليس لدي خطة، مشوش وأشعر بعزلة شديدة». وفي لحظة قرر التقاعد والانتقال إلى الصين.

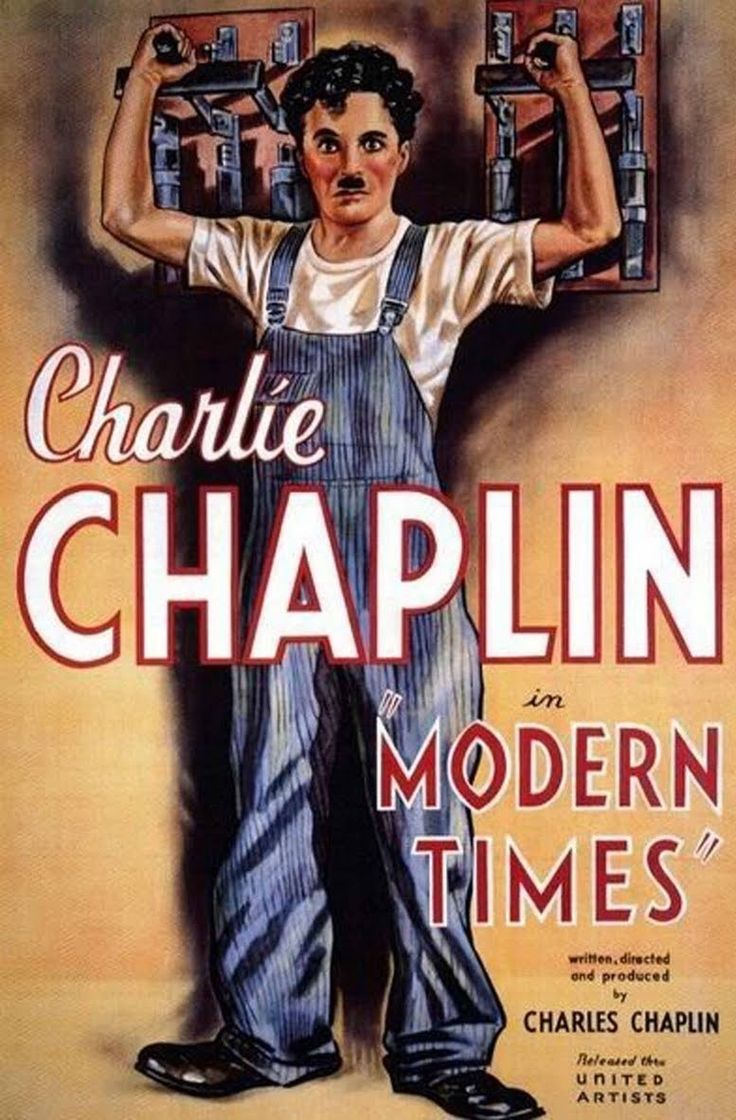
فيلم الأزمنة الحديثة (1936)، كما وصفه جيروم لارشيه:«التأمل الشديد في تلقائية الفرد».

في يوليو 1932 تحرر «تشابلن» من الشعور بالوحدة عندما التقى بالممثلة «بوليت غودارد» 21 عاماً، وبدأت علاقة جديدة. لم يكن مستعدا لبدء فيلم، غير أنه ركز على كتابة سلسلة عن أسفاره (نشرت في مجلة «رفقاء موطن المرأة»). كانت الرحلة تجربة محفزة لـ«تشابلن»، فيها اجتمع مع بعض المفكرين البارزين، وزاد اهتمامه في الشؤون العالمية. وكانت الحالة العمالية في أمريكا تقلقه، وكان يخشى سيطرة الرأسمالية والآلات على الحياة، إضافة إلى خطر البطالة الذي سينتج عن هذه الآلات. حينها قرر «تشابلن» أنه لا يضحك الناس فحسب، بل يريد أن يناقش معهم أفكاراً أكثر عمقاً، كما يريد أن يلامس مستقبلهم كما يراه هو في فيلمه الجديد.
أعلن «تشابلن» عن فيلم «الأزمنة الحديثة» وقال :«أنه هجاء على مراحل معينة من حياتنا الصناعية». يظهر كل من «الصعلوك» و«بوليت غودارد» في هذا الفيلم وهما يعانيان من أزمة الكساد الكبير، وقد استغرق إنتاجه عشرة أشهر ونصف. كان «تشابلن» يود استخدام الحوار الكلامي لكنه غير رأيه خلال البروفات. ومثل سابقتها، استخدمت المؤثرات الصوتية في الفيلم لكن غالبا بدون حديث. وكان أداء «تشابلن» في الفيلم بأغنية غير مفهومة، وهي المرة الأولى التي يظهر فيها صوت للصعلوك في فيلم. وبعد تسجيل الموسيقى، عرض «تشابلن» فيلم «الأزمنة الحديثة» في فبراير 1936. وقد كان أول عمل له منذ 15 عاماً يعتمد فيه على مراجع سياسية ووقائع اجتماعية، مما جذب تغطية إعلامية كبيرة بالرغم أن «تشابلن» قد قلل من أهمية هذا المسألة. وقد حقق الفيلم إيرادات أقل من الفيلم الذي سبقه وتلقى انتقادات إيجابية وسلبية معا، كما أن بعض المشاهدين لم تعجبهم السياسة في الفيلم. في الزمن الحالي فإن معهد الفيلم البريطاني ينظر إلى فيلم «الأزمنة الحديثة» كأحد «أعظم أعمال تشابلن»، يقول «ديفيد روبنسون» أنه يُظهر صانع الفيلم في : «ذروته التي لا مثيل لها كمبدع في الكوميديا البصرية».
بعد صدور فيلم «الأزمنة الحديثة»، قام «تشابلن» مع «غودارد» برحلة إلى الشرق الأقصى. وقد رفضا التعليق على طبيعة العلاقة بينهما، ولم يعرف بعد ما إذا كانا متزوجين أم لا. وفيما بعد، كشف «تشابلن» أنهما قد تزوجا خلال الرحلة في مدينة كانتون الصينية. في عام 1938، انعزل الاثنان عن بعضهما ليركزا أكثر على مهامهما، وكالعادة أخذت «غودارد» مرة أخرى الدور الرئيسي في فيلمه التالي، الديكتاتور العظيم. وفي عام 1942، انفصل الاثنان وتم طلاقهما في المكسيك، وتبين أنهما منعزلين منذ أكثر من سنة.

### 1952-1939: الخلافات وتلاشي الشعبية

#### فيلم "الديكتاتور العظيم

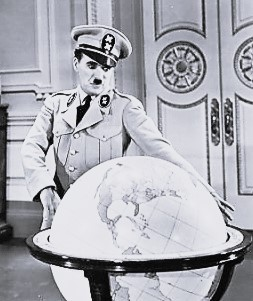
تشابلن يسخر من أدولف هتلر في فيلم «الديكتاتور العظيم» (1940)

واجه «تشابلن» في أربعينات القرن العشرين سلسلة من الخلافات المتعلقة سواء في عمله أو في حياته الشخصية، والتي أثرت على شعبيته في الولايات المتحدة. ومن هذه الخلافات جرأته في التعبير عن معتقداته السياسية. وبسبب انزعاجه من تصاعد النزعة القومية والعسكرية في السياسة العالمية في ثلاثينات القرن 20، وقد وجد أنها لا يمكن أن تكون بعيدة عن أعمالة. بعض نقاط الشبه تجمع كل من «تشابلن» «أدولف هتلر»، فهما من مواليد نفس السنة بفارق أربعة أيام فقط، وكلاهما أنتقل من حياة الفقر إلى مكانة بارزة في العالم، أما الشارب فقد وضعه تشارلي قبل أن يصبح هتلر زعيماً، ربما كانت مصادفة، أو أن هتلر قلد تشارلي بقصة شاربه كما يرى بعض المؤرخين. واستغل «تشابلن» هذا التشابه وقام بدراسة شخصية هتلر جيداً من خلال مراقبة حركاته أثناء الخطابات، ليجهز قصة لفيلمه القادم «الديكتاتور العظيم»، ساخرا من هتلر ويعبر فيه عن معاداة النازية والفاشية.
أمضى «تشابلن» سنتين في تطوير النص، وبدأ بتصوير الفيلم في سبتمبر 1939 – بعد ستة أيام من إعلان بريطانيا الحرب على ألمانيا. أقدم على استخدام الحوار الصوتي الذي لم يتقبله بشكل كامل، ولم يكن لديه خيار آخر، وأيضا بسبب يقينه أنها أفضل طريقة لإيصال رسالة سياسية. وقد اعتبر صنع الكوميديا عن هتلر مثيرا للجدل، لكن استقلال «تشابلن» المالي سمح له بالمخاطرة. يقول : «عزمت على المضي قدما،» وكتب في وقت لاحق : «على هتلر أن يضحك.». واستبدل «تشابلن» الصعلوك بحلاق يهودي، كأنه يشيرا إلى أن الحزب النازي يعتقد أنه يهودي. ولعب أيضا دور آخر وهي شخصية الديكتاتور «ادينويد هاينكل»، الذي يمثل هتلر بسخرية.
استغرق إنتاج فيلم «الدكتاتور العظيم» مدة سنة، وأعلن عنه في أكتوبر 1940. لاقى الفيلم رواجا هائلا، وقد وصفه ناقد من صحيفة نيويورك تايمز بأنه «فلم هذه السنة المنتظر بفارغ الصبر»، وكان أكثر فيلم يحقق إيرادات في عصره. كما أنه أول فيلم كوميدي عن الحرب العالمية الثانية ويسخر عن الحزب النازي وحلفائه. تم تغيير الرموز والأسماء للحيلولة دون اللجوء على الدعاوي القضائية. واستبدل رمز الحزب النازي (الصليب المعكوف) بحرفين (X). لكن نهاية الفيلم سببت الكثير من الجدل، حيث أن «تشابلن» اختتم الفيلم وتخلى عن شخصية الحلاق وبدأ بحديث استغرق خمس دقائق، وهو ينظر مباشرة إلى الكاميرا، منتقدا الحرب والفاشية.[بحاجة لتوضيح] يعتقد «تشارلز مالاند» أن هذا الخطاب العلني هو الذي سبب انخفاض في شعبية «تشابلن»، وكتب : «من الآن فصاعدا، لا يستطيع أحد من معجبي الفيلم أن يفصل البعد السياسي عن صورته الفنية». عام 1941 تم ترشيح فيلم «الدكتاتور العظيم» لخمسة جوائز أوسكار، عن أفضل فيلم، أفضل سيناريو أصلي، أفضل ممثل، أفضل ممثل مساعد، وأفضل موسيقى تصويرية.

#### المشاكل القانونية و"أونا أونيل
في منتصف أربعينات القرن 20، تورط «تشابلن» في سلسلة من المحاكمات التي أخذت معظم وقته وأثرت على سمعته. وكانت المشاكل بسبب علاقته مع الممثلة الطامحة «جوان باري»، وقد كان تورطه معها بشكل متقطع من بين يونيه 1941، وخريف 1942. إن «باري»، التي تظهر سلوك وسواسي، قد تم ألقاء القبض عليها مرتين بعد انفصالهما، وظهرت مرة أخرى في السنة التالية معلنة أنها حاملا من «تشابلن». رفض «تشابلن» المطالبة، ورفعت ضده دعوة أبوه.
لم يستطع «جون هوفر» مدير مكتب التحقيقات الفيدرالي أن يغض النظر عن ميول «تشابلن» السياسي، باعتباره مهاجراً أجنبياً، وأنه قد حصل على ثروة كبيرة في أمريكا، ومع ذلك رفض الحصول على الجنسية الأمريكية. وانتهز «هوفر» هذه الفرصة لإثارة حملة سلبية ضد «تشابلن». وكجزء من حملة تشويه سمعة «تشابلن» فقد قرر مكتب التحقيقات الفدرالي وضع اسمه في أربع لوائح اتهام تتعلق بقضية عشيقته «جوان باري». وأخطر هذه الاتهامات انتهاك «قانون مان»، والذي يحظر نقل المرأة عبر حدود الدولة لأغراض جنسية. يقول المؤرخ «أوتو فريدريش» : «إن هذا الادعاء سخيف من قانون قديم»، فلو أدين «تشابلن» سيواجه السجن مدة 23 سنة. ثلاثة من التهم تفتقر إلى الأدلة الكافية للمحكمة، و«قانون مان» للمحاكمة قد بدأ تطبيقه في مارس 1944. بالتالي تمت تبرئة «تشابلن» بعد أسبوعين. وملأت القضية عناوين الأخبار، ووصفتها مجلة نيوزويك بأنها : «أكبر فضيحة في العلاقات العامة منذ محاكمة اغتيال روسكو آرباكل في عام 1921».

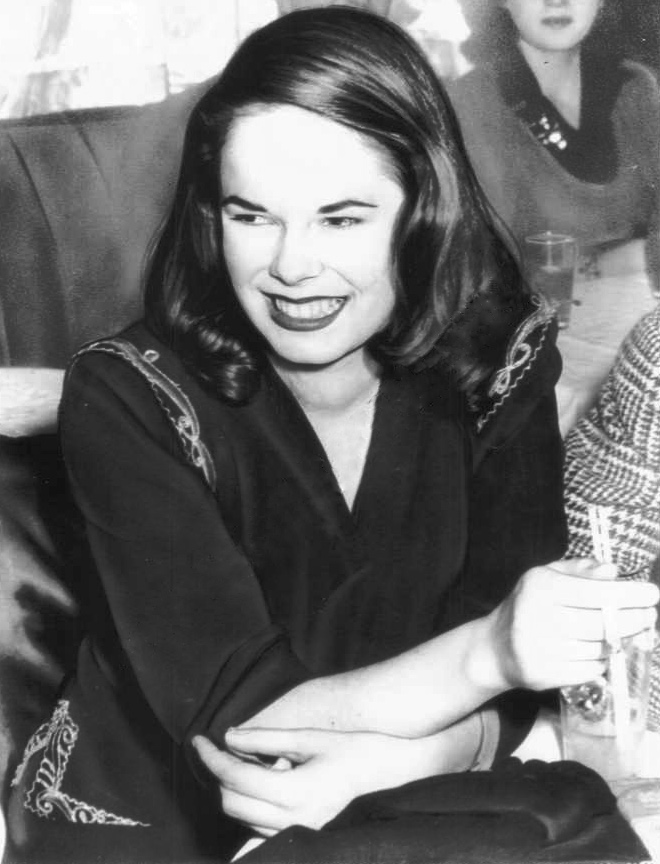
زوجته "تشابلن" الرابعة أونا أونيل، الذي تزوجها من 1943 وحتى وفاته. وأنجبت له ثمانية أطفال.

في أكتوبر 1944 ولدت «باري» طفلتها «كارول آن»، وبدأت دعوى الأبوة التي قررتها المحكمة في فبراير 1945. وبعد محاكمتين شاقتين، اتهم محامي الادعاء «تشابلن» بالفساد الأخلاقي، ولم تقبل أدلة اختبار الدم التي جاءت بالنفي، وأُعلنت أبوة «تشابلن» للطفلة، وأمر القاضي من «تشابلن» أن يدفع نفقة للطفلة إلى أن تبلغ سن 21. أثار مكتب التحقيقات الفدرالي التغطية الإعلامية لقضية الأبوة وقدمت المعلومات إلى الكاتبة «هيدا هوبر» المتخصصة في أخبار المجتمع، وقد أظهرت «تشابلن» بشكل محرج جدا.
بعد أسبوعين من دعوى الأبوة، تزوج «تشابلن» من امرأة تحت الحماية عمرها 18 سنة تدعى "أونا أونيل" – ابنه الكاتب المسرحي الأميركي "أوجين أونيل". وكان «تشابلن» بعمر 54 سنة، وقد تقدم لها عن طريق وسيط أفلام قبل سبعة أشهر. ويصف «تشابلن» زواجه من "أونيل" في سيرته الذاتية بقوله : "أسعد حدث في حياتي"، ويقول أني وجدتها:"الحب المثالي والأبدي". يذكر "تشارلز الابن"، أن أمه "أونا" تقدر والده «تشابلن» كل التقدير. وقد ظلت زوجته حتى مماته، أنجبت له خلال 18 عاماً ثمانية اولاد: "جيرالدين ليه" (مواليد يوليو 1944)، "مايكل جون" (مواليد مارس 1946)، "جوزفين هنا" (مواليد مارس 1949)، "فيكتوريا" (مواليد مايو 1951)، "يوجين أنتوني" (مواليد أغسطس 1953)، "جين سيسيل" (مواليد مايو 1957)، "أنيت إميلي" (مواليد ديسمبر 1959)، و"كريستوفر جيمس" (مواليد يوليه 1962).

#### فيلم «السيد فيردو» والاشتباه الشيوعي

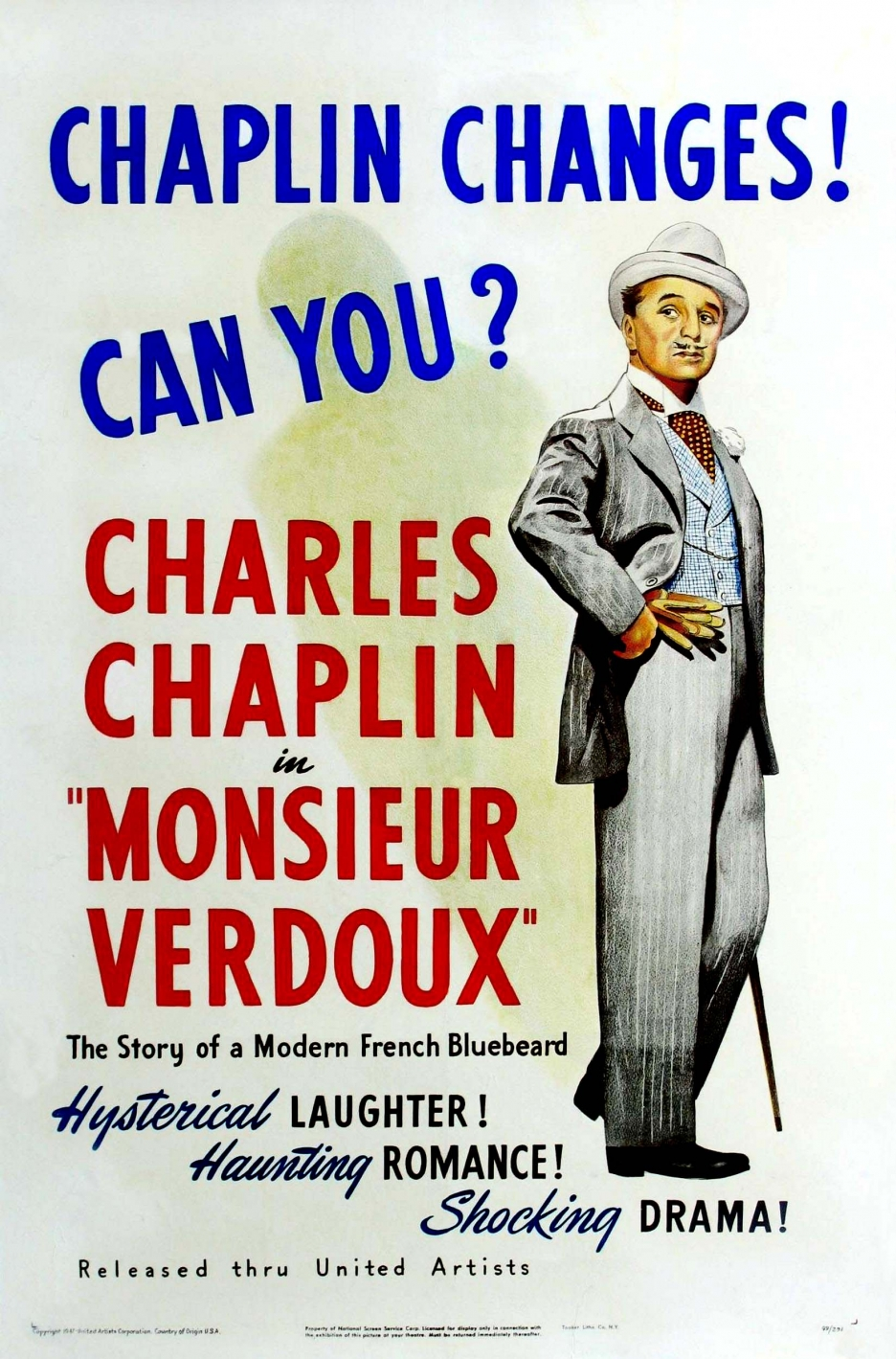
السيد فيردو (1947)، كوميديا سوداء عن سفاح، تشهد تحول كبير لتشابلن. لم يحظى الفيلم بشعبية وقت عرضه.

تسببت محاكمات «باري» في شل إبداع «تشابلن» كما يدعي، لأنها تكون في بعض الأحيان قبل أن شروعه في عمل أي إنتاج. وفي أبريل 1946، بدأ أخيرا في تصوير فيلم كان قد أعد له منذ عام 1942. فيلم «السيد فيردو» ويصنف من الكوميديا السوداء، وهي قصة موظف بنك فرنسي اسمه «فيردو» (قام بالدور «تشابلن»)، الذي يفقد وظيفته ثم يبدأ يتزوج الأرامل الثريات ويقتلهن لإعالة أسرته. وقد أستوحى «تشابلن» فكرة هذا الفيلم من «أورسن ويلز»، الذي يريده أن يصبح بطل هذا الفيلم بشخصية السفاح الفرنسي «هنري ديزيريه لاندرو». وقرر «تشابلن» أن يصنع من الفكرة «كوميديا رائعة»، وقد دفع لـ«ويلز» مبلغ 5,000 دولار من أجل هذه الفكرة.
ومرة أخرى يعبر «تشابلن» عن آراءه السياسية في فيلم «السيد فيردو»، حيث انتقد الرأسمالية بشكل واضح ومباشر، كما أنه اتهم العالم بالتشجيع على الحروب والقتل الجماعي، خلال الحروب وأسلحة الدمار الشامل. فأدت آراءه السياسية المباشرة إلى فشل الفيلم في الولايات المتحدة الأمريكية عندما عرض في أبريل 1947، وأقيمت دعوات لمقاطعته. ولكن كان نجاحه في الخارج أكبر، وقد رشح السيناريو في حفل توزيع جوائز الأوسكار. وعبر «تشابلن» عن أنه فخور بهذا الفيلم، وكتب في سيرته الذاتية: «فيلم السيد فيردو أدهى وأكثر الأعمال روعة حتى الآن».
سبب فيلم «السيد فيردو» نتيجة سلبية في صورة «تشابلن» العامة. وبالإضافة إلى ضرر فضيحته مع «جوان باري» فقد اتهم علنا بأنه شيوعي. وقد زاد نشاطه السياسي خلال الحرب العالمية الثانية، عندما شن حملة لفتح جبهة ثانية لمساعدة الاتحاد السوفياتي ودعم مجموعات الصداقة السوفياتية-الأمريكية. كانت علاقات طيبة مع عدد من الشيوعيين الذين يشتبه فيهم، وكان يتابع مهام دبلوماسيي الاتحاد السوفياتي في لوس أنجلوس. وفي أربعينات القرن العشرين أعتبر «تشابلن» أحد نشطاء المناخ السياسي في أمريكا، كتب «جيروم لارشيه» : «أنها تقدمية خطيرة لا أخلاقية». خطط مكتب التحقيقات الفيدرالية بطرده من البلد، وبدئوا إجراء تحقيق رسمي في بداية عام 1947.
نفى «تشابلن» اتهامه بالشيوعية، وقال أنه «مروج سلام»، وشعر أن الجهود التي تبذلها الحكومة في قمع الأيديولوجية تعديا غير مقبول للحريات المدنية. واحتج علانية ضد أعضاء الحزب الشيوعي ولجنة التحقيق الخاصة بالأنشطة المعادية لأمريكا (HUAC). وتلقي «تشابلن» مذكرة للمثول أمام لجنة التحقيق لكنه لم يستدعى للشهادة. وازدادت المخاوف من الحرب الباردة بسبب أنشطته المنتشرة في الصحافة، وأثيرت الشبهات حول رفضه للحصول على المواطنة الأمريكية. ووجهت النداءات لـ«تشابلن» بالرحيل؛ وأحد الذين تقدموا في هذه ألادعاءات ممثل الكونغرس الأمريكي «جون إليوت رانكين»، الذي ساعد في إنشاء لجنة التحقيق الخاصة بالأنشطة المعادية لأمريكا، حيث تحدث في الكونغرس في يونيه 1947 قائلا: «إن نشاط [تشابلن] الكبير في هوليوود ضار بالنسيج الأخلاقي لأمريكا. [في حالة ترحيله]... بالإمكان حضر صورته البغيضة عن أعين الشباب الأمريكي. ينبغي طرده والتخلص منه بالمرة.»

#### فيلم «أضواء المسرح» والطرد من الولايات المتحدة

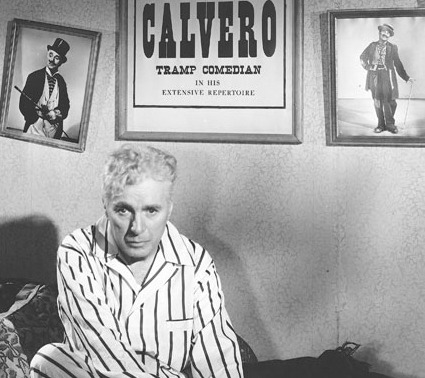
فيلم أضواء المسرح (1952) فيلم عن السيرة الذاتية لتشابلن.

رغم أن «تشابلن» استمر في أنشطته السياسية في السنوات التي تلت فيلم «السيد فيردو» الذي فشل في أمريكا، إلا أن فيلمه التالي كان خاليا من المواضيع السياسية، وتدور أحداثة عن كوميديا الفودفيل المنسية وراقصة البالية الشابة. يتحدث فيلم «أضواء المسرح» عن السيرة الذاتية، ليس عن طفولة «تشابلن» وحياة والديه فحسب بل أيضا عن خسارة شعبيته في الولايات المتحدة. يشمل طاقم الفيلم عدد من أفراد أسرته، منهم خمسة من أبنائه الأكبر سنا وأخيه الغير شقيق «ويلر درايدن».
بدأ تصوير الفيلم في نوفمبر 1951، حيث أمضى «تشابلن» ثلاث سنوات يعمل على هذه القصة. ويهدف إلى أسلوب أكثر جدية من أي فيلم مضى، استخدم كلمة «حزن» بشكل منتظم عند شرح خططه للنجمة المشاركة «كلير بلوم». قدم فيلم «أضواء المسرح» الممثل «باستر كيتون» كمحجوب (نكروديتيد)، والذي وضعه «تشابلن» كشريك مسرحي في المشهد الإيمائي. وهذه هي المرة الأولى التي يعمل فيها كوميديين معا.
قرر «تشابلن» أن يكون العرض الأول لفيلم «أضواء المسرح» في لندن. وعندما غادر لوس أنجلوس، قال في نفسه أنه لن يعود. وفي 18 سبتمبر 1952 في نيويورك، استقل سفينة البريد الملكي للملكة إليزابيث مع أسرته متجها إلى إنجلترا. فوجد «إدغار هوفر» الفرصة المناسبة لطرد «تشابلن» من أمريكا، وفي اليوم التالي ألغى النائب العام جيمس مكجرانيري تصريح عودة «تشابلن»، وطلبوا إخضاعه للتحقيق بشأن آرائه السياسية والسلوك الأخلاقي في حال أراد العودة إلى الولايات المتحدة الأمريكية. وعلى الرغم من أن «مكجرانيري» قد صرح للصحافة بأن لديه «قضية لا بأس بها ضد تشابلن»، إلا أن «مالاند» قد فصل ذلك مستنداً إلى ملفات مكتب التحقيقات الفدرالي الذي تم إصداره في الثمانينات، وأن حكومة الولايات المتحدة لا تملك أي دليل حقيقي في منع عودة «تشابلن». ومن المرجح أنه قد يستطيع الدخول إذا طلب ذلك. ومع ذلك، عندما تلقي «تشابلن» برقية الخبر، قرر شخصيا أن يقطع علاقاته مع الولايات المتحدة:
امتنع «تشابلن» عن قول أي شيء سلبي للصحافة عن موضوع ممتلكاته التي ظلت في أمريكا. وقد جذبت هذه الفضيحة انتباه الغالبة العظمى، لكن في أوروبا استقبل «تشابلن» وفيلمه استقبالا حارا. واستمرت معاداته في أمريكا، وبالرغم من أن فيلمه «أضواء المسرح» تلقى بعض التقييمات النقدية الإيجابية، إلا أنه تعرض لمقاطعة واسعة النطاق. وانعكاسا لذلك، كتب «مالاند» عن أن سقوط «تشابلن» لم يسبق له مثيل، وعن مستوى الشعبية : «قد تكون الأكثر مأساوية في تاريخ النجومية في أمريكا».

### 1977-1953: السنوات الأوروبية

#### الانتقال إلى سويسرا و "الملك في نيويورك
لم يحاول «تشابلن» العودة إلى الولايات المتحدة بعد أن ألغيت تأشيرته، وبدلاً من ذلك أرسل زوجته لتحل بعض القضايا المتعلقة به. وقرر الاثنان العيش في سويسرا، وفي يناير 1953 انتقلت العائلة إلى مسكنهم الدائم: (مينور دي بان)، وهو عبارة عن عقار بمساحة 14 هكتار (35 فدان) مطل على بحيرة جنيف في كورسير-سور-فيفي. في مارس عرض «تشابلن» منزله في الذي يقع في الولايات المتحدة في بيفرلي هيلز للبيع بالإضافة إلى الاستوديو الخاص به، وتخلى عن تصريح عودته في أبريل. وفي السنة التالية، تخلت زوجته عن جنسيتها الأمريكية وأصبحت مواطنة بريطانية. وقطع «تشابلن» آخر علاقاته المهنية مع الولايات المتحدة في عام 1955، عندما باع ما تبقى من حصته في يونايتد آرتيست، التي كانت تعاني من صعوبات مالية منذ بداية أربعينات القرن 20.

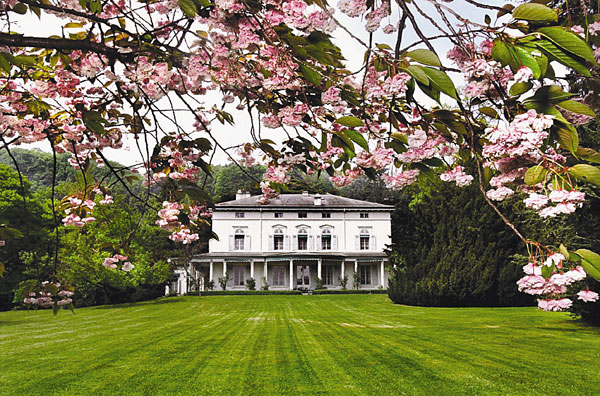
مينور دي بان، منزل تشابلن في كورسير-سور-فيفي، سويسرا

وخلال خمسينات القرن العشرين استمرت شخصية «تشابلن» مثيرة للجدل، لا سيما بعد حصوله على جائزة السلام الدولية بقيادة مجلس السلام العالمي الشيوعي، بعد لقاءاته مع «تشو ان لاى» و«نيكيتا خروتشوف». في عام 1954 بدأ في إعداد فيلمه الأوروبي الأول «ملك في نيويورك». وقد أخذ دور الملك المنفي الذي يود اللجوء في الولايات المتحدة، وقد أضاف «تشابلن» العديد من تجاربه الأخيرة في السيناريو. أخذ ابنه «مايكل» دور الصبي الذي كان والديه مستهدفين من قبل مكتب التحقيقات الفدرالي، بينما شخصية «تشابلن» تواجه اتهامات بالشيوعية. في هذا الفيلم يسخر الهجاء السياسي من «لجنة التحقيق الخاصة بالأنشطة المعادية لأمريكا» (HUAC) وقد هاجم العناصر الثقافة لخمسينات القرن العشرين-ومن ضمنها حماية المستهلك، والجراحة التجميلية، وسينما الشاشة العريضة. وبالنسبة للنقد، فقد صرح الكاتب المسرحي «جون أوسبورن» بأنه فيلم «تشابلن» «الأعنف» و«الشخصية الأكثر صراحة».
أسس «تشابلن» شركة إنتاج جديدة، «آتيكا»، مستخدما استوديوهات شيبرتون في التصوير. أثبتت تجربة التصوير في إنجلترا صعوبة بالغة، مقارنة باستخدامه استوديو هوليوود الخاص به مع طاقمه المعتاد، ولم يعد لديه وقت كاف للإنتاج. وكما بين «روبنسون» أن هذا قد أثر على جودة الفيلم. عرض فيلم «ملك في نيويورك» في سبتمبر 1957، وكانت الانتقادات عليه متباينة. ومنع «تشابلن» الصحفيين الأمريكيين من تغطية العرض في باريس، وقررت عدم عرضه في الولايات المتحدة. وقد حد هذا من الإيرادات بشكل كبير، بالرغم من أنه حقق نجاحا تجاريًا مقبولا في أوروبا. ولم يعرض فيلم «ملك في نيويورك» في أمريكا حتى عام 1973.

#### الأعمال النهائية وتجديد الشكر

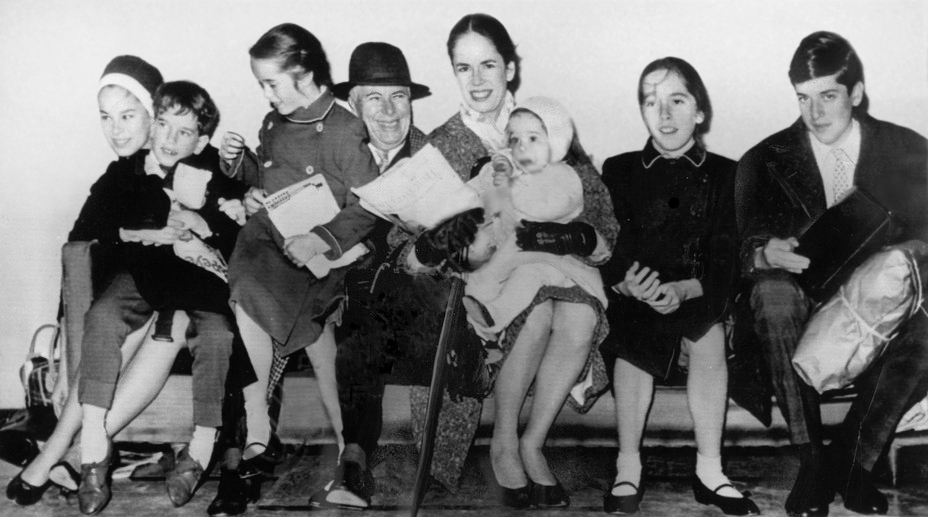
تشابلن مع زوجته أونا وستة من أطفالهم في عام 1961

في العقدين الأخيرين من حياته قرر «تشابلن» التركيز على إعادة تحرير وتسجيل أفلامه القديمة لإعادة إصدارها، وضمان حقوق الملكية والتوزيع. وفي مقابلة أقيمت معه عام 1959 في عيد ميلاده السبعين، ذكر «تشابلن» أنه لا يزال هناك «مجالاً للرجل البسيط في عصر الذرة». وكان أول الأفلام التي أعيد إصدارها فيلم «مجلة تشابلن» (1959)، والتي تضمنت إصدارات جديدة من فيلم «حياة كلب»، و«أسلحة الكتف»، و«الحاج».
بدأ الجو السياسي بتغيير في أمريكا وتم توجيه الاهتمام مرة أخرى إلى أفلام «تشابلن» بدلاً من آرائه. في يوليه 1962، نشرت «نيويورك تايمز» افتتاحية تقول: «أننا لا نعتقد أن الجمهورية ستكون في خطر إذا سمح للصعلوك الذي لم يُنسى أن يسلك لوح العبور إلى باخرة أو طائرة إلى الموانئ الأمريكية». في نفس الشهر، حصل «تشابلن» على الدكتوراه الفخرية في الآداب من جامعتي أوكسفورد ودرم. وفي نوفمبر 1963، بدأ مسرح بلازا في نيويورك بعرض سلسلة أفلام «تشابلن» على مدار السّنة كفيلمي «السيد فيردو» و«أضواء المسرح»، التي نالت تقييم ممتاز من النقاد الأمريكيين. شهد شهر سبتمبر 1964 إطلاق مذكرات «تشابلن»، (سيرتي الذاتية)، التي كان يعمل عليها منذ 1957. يحتوي الكتاب على 500 صفحة، مركزا على سنواته الأولى وحياته الشخصية، وأصبح أكثر الكتب مبيعاً في العالم، رغم الانتقادات بسبب قلة المعلومات عن مشواره السينمائي.
بعد نشر مذكراته بوقت قصير، بدأ «تشابلن» العمل على فيلم «كونتيسة من هونج كونج» (1967)، وهو عبارة عن كوميديا رومانسية مستندة إلى سيناريو كتبته «بوليت غودارد» من قبل في ثلاثينات القرن 20. أعد الفيلم على عابرة محيطات، وكان ببطولة «مارلون براندو» في دور سفير أمريكا و«صوفيا لورين» في دور مسافرة هاربة وجدها في مقصورته. يختلف إنتاج هذا الفيلم عن أفلام «تشابلن» السابقة في عدة نواحي. استخدم فيه لأول مرة التصوير بالألوان والشاشة العريضة، في حين أنه ركز على الإخراج، والظهور على الشاشة فقط في دور ثانوي كخادم مصاب بدوار البحر. وقد وقع اتفاقا مع «يونيفرسال ستوديوز» وعين «جيروم إبستين» مساعدا له في الإنتاج. سدد «تشابلن» مبلغ 600,000 دولار للمخرج، كنسبة من الإيرادات الإجمالية. وقد عرض فيلم «كونتيسة من هونج كونج» لأول مرة في يناير 1967، تعرض لنقد سلبي، وفشل في شباك التذاكر. أصيب «تشابلن» بإحباط بسبب ردة الفعل السلبية للفيلم، مما جعله الفيلم الأخير له.
في أواخر ستينات القرن العشرين بدأ «تشابلن» يتعرض لسلسلة من الجلطات الدماغية الطفيفة، مما يدل على بداية تدني حالته الصحية. وعلى الرغم من هذه النكسات، سرعان ما كتب سيناريو لفيلمه الجديد «غريب الخلقة»، وهي قصة فتاة تملك أجنحة وجدت في أمريكا الجنوبية، والتي ينوي أن يجعل أبنته «فيكتوريا» تأخذ هذا الدور كوسيلة للنجومية. لكن حالته الصحية منعته من تحقيق هذا المشروع. في أوائل سبعينات القرن 20، ركز «تشابلن» على إعادة إطلاق أفلامه القديمة، مثل «الطفل» و«السيرك». في عام 1971، حصل على وسام جوقة الشرف من رتبة قائد في مهرجان كان السينمائي. السنة التالية، حصل على وسام الشرف الخاصة من مهرجان البندقية السينمائي.

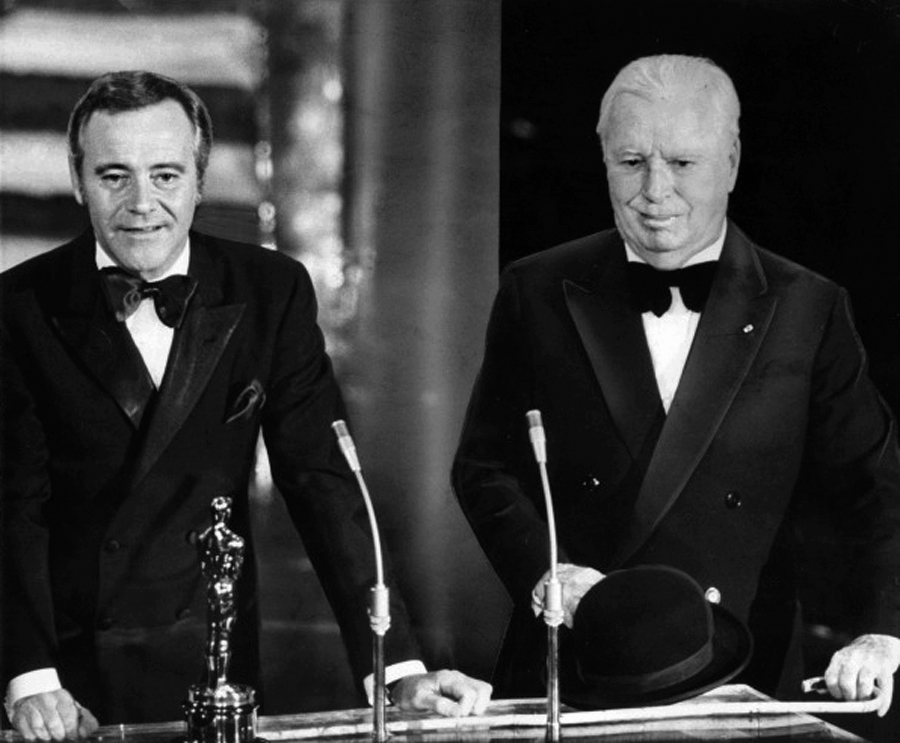
تشابلن (يمين) يتلقى جائزة الأوسكار الفخرية من جاك ليمون في عام 1972. وهي المرة الأولى التي يأتي فيها إلى الولايات المتحدة منذ 20 عاماً.

في عام 1972، قدمت أكاديمية فنون وعلوم الصور المتحركة لـ«تشابلن» جائزة فخرية، ويراها «روبنسون» أنها علامة على أن أمريكا «تريد أن تعوض». في بداية الأمر كان «تشابلن» مترددا في قبولها لكنه قرر العودة إلى الولايات المتحدة للمرة الأولى منذ 20 عاماً. جذبت الزيارة تغطية صحفية كبيرة، قوبل في حفل «توزيع جوائز الأوسكار»، باحتفاء والوقوف والتصفيق الحار الذي استغرق مدة اثنا عشر دقيقة وتعد الأطول في تاريخ الأكاديمية. وبعاطفة واضحة، قبل «تشابلن» جائزته وذلك مقابل «تأثيره البالغ الذي كان لديه في جعل الصور المتحركة شكلا من أشكال فن في هذا القرن».
كان لدى «تشابلن» المزيد من الخطط للأفلام في المستقبل، لكن في منتصف سبعينات القرن العشرين بدأ بالضعف. وبدأ يعاني من جلطات أخرى، مما جعله لا يستطيع التواصل، واضطر إلى استخدام الكرسي المتحرك. جمعت مشاريعه النهائية في سيرة ذاتية مصورة، مثل «حياتي في صور» (1974) وسجل فيلم «امرأة باريس» لإعادة نشره في عام 1976. وظهر في فيلم وثائقي عن حياته «الصعلوك المحترم» (1975)، بإخراج «ريتشارد باترسون». في تكريم السنة الجديدة من عام 1975، منحت ملكة المملكة المتحدة إليزابيث الثانية وسام الفروسية لـ«تشابلن»، ورغم ضعفه تلقى الشرف في كرسيه المتحرك.

#### الوفاة

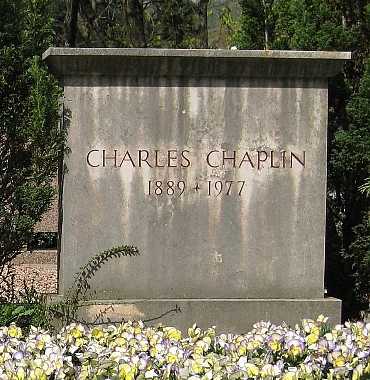
قبر تشابلن في كورسير-سور-فيفي، سويسرا

في أكتوبر 1977، بدأت صحة «تشابلن» بالتدهور واصبح بحاجة إلى عناية مستمرة. وفي صبيحة يوم 25 ديسمبر 1977، توفي «تشابلن» في منزله بعد تعرضه لسكتة دماغية خلال نومه، عن عمر يناهز 88 عاماً. وفي 27 ديسمبر كانت مراسم الجنازة الأنجليكانية صغيرة وخاصة وفقا لرغبته. دفن «تشابلن» في مقبرة «كورسير-سور-فيفي».
من بين تقديرات صناعة السينما، كتب المخرج «رينيه كلير» قائلا : «كان نصبا تذكاريا للسينما، لجميع البلدان ولجميع الأوقات.. أجمل هدية قدمها لنا السينما». ويقول الممثل «بوب هوب» : «كنا محظوظين لأننا عشنا في زمنه».
في 1 مارس 1978، قام اثنان من المهاجرين العاطلين هما «رومان وارداس» من بولندا، و«جانتشو غانيف» من بلغاريا في نبش قبر «تشابلن» وسرقة تابوته، وذلك لابتزاز زوجته «أونا» في طلب فدية. وتم القبض عليهما في مايو في عملية كبيرة من قبل الشرطة، وتم العثور على تابوت «تشابلن» مدفون في حقل في قرية قريبة من نوفيل. وأعيد دفن التابوت في مقبرة «كورسير» محاطا بخرسانة مسلحة.

## صناعة الأفلام

### التأثر
يعتقد «تشابلن» أن أول مؤثر له كانت والدته، عندما كان طفل كان يسلي نفسه وهو جالس أمام النافذة ويقلد المارة، يقول: «من خلال مشاهدتي لها تعلمت ليس فقط كيفية التعبير عن المشاعر بيدي ووجهي، ولكن أيضا كيفية مراقبة ودراسة الناس». سمح لـ«تشابلن» في سنواته الأولى عندما كان في قاعة الموسيقى أن يشاهد الكوميديين على المسرح إثناء العمل؛ وحضر أيضا التمثيليات الصامتة لعيد الميلاد في مسرح دروري لين، حيث درس فن التهريج من خلال مشاهدته للذين يؤدونه مثل «دان لينو». كانت سنوات «تشابلن» مع شركة «فريد كارنو» مؤثرة في تكوينه كممثل ومخرج. يقول «سيمون لوفيش» أن الشركة كانت له بمثابة «أساس التدريب»، ومن هنا تعلم «تشابلن» تتفاوت وتيرة الكوميديا لديه. وقد تعلم مفهوم خلط الشفقة مع التهريج من «كارنو»، واستخدم أيضا عنصر الحماقة التي أصبحت مألوفة في فكاهات «تشابلن». استند «تشابلن» في صناعة السينما إلى أعمال الممثل الكوميدي الفرنسي «ماكس ليندر»، التي أعجبته أفلامه بشكل كبير. استوحى فكرة شخصية «الصعلوك» وزيه من مسرح الفودفيل الأمريكي، الذي تنتشر فيه شخصية الصعلوك.

### الأسلوب

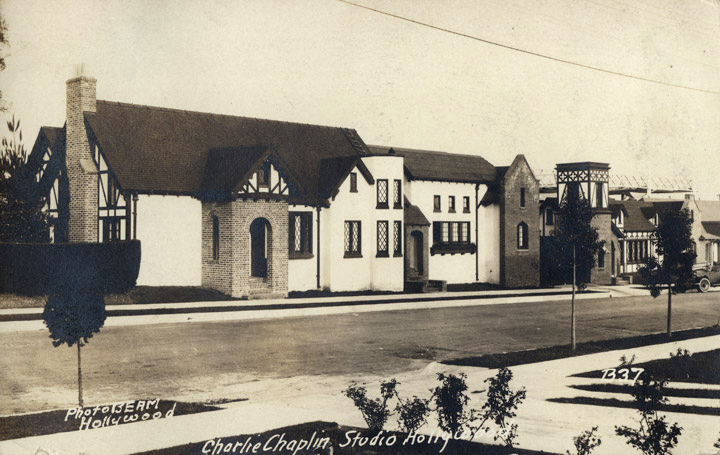
صورة "استوديوهات تشارلي تشابلن" من عام 1922، حيث تم إنتاج جميع أفلام تشابلن من 1918 إلى عام 1952

كان حديث «تشابلن» حول أساليب صناعة الأفلام مختصر، مبررا أن مثل هذا الشيء سيكون بمثابة الساحر الذي يكشف أسرار خدعته البصرية. ولم يُعرف عن خطوات عمله خلال حياته إلا القليل، ولكن كشفت بحوث لمؤرخي الأفلام –لا سيما نتائج «كيفن برونلو» و«ديفيد جيل» التي عرضت في الفيلم الوثائقي من ثلاثة أجزاء «تشابلن الغير معروف» (1983)– أن له طريقة عمل فريدة من نوعها.
لم يصور «تشابلن» من أي سيناريو مكتملة حتى بداية تصويره لفيلم «الديكتاتور العظيم» بالحوار الصوتي. معظم أفلامه الأولى كانت تبدأ بفرضية مبهمة فقط –على سبيل المثال «تشارلي يدخل منتجع صحي» أو «تشارلي يعمل في محل رهونات». ثم أعد بعض التجهيزات التي عمل عليها مستعينا بشركته المساهمة لتحسين استخدمها في الخدع و«الأعمال التجارية»، ودائمًا يعمل بهذه الأفكار في الفيلم. وبما أن الأفكار يتم قبولها ورفضها، بالتالي سينشأ أسلوب سردي، مما يتطلب من «تشابلن» أحيانا إعادة تصوير مشهد مكتمل سلفا وإلا ستكون متعارضة مع القصة.[بحاجة لتوضيح] بدأ «تشابلن» من بعد فيلم «امرأة باريس» خطوات التصوير مع حبكة روائية مجهزة، لكن «روبنسون» يقول :«أن كل فيلم ووصولا إلى فيلم الأزمنة الحديثة يمر في تحولات كثيرة وتقلبات قبل أن تأخذ القصة شكلها النهائي».
إن إنتاج الأفلام بهذه الطريقة يبين أن «تشابلن» كان يستغرق وقتاً أطول لإتمام أفلامه مقارنة بأي مخرج آخر في نفس الزمن. ويأخذ استراحة من التصوير إذا نفذت أفكاره، قد تستغرق أيام، ويبقي الاستوديو جاهزا حتى يعود له الإلهام. والسبب الآخر في تأخير العملية هي طموحه إلى الكمال. ووفقا لصديقه «ايفور مونتاجو» : «لا شيء غير الكمال سيكون الأفضل» لصانع الأفلام. ولأنه يمول أفلامه شخصيا، كان «تشابلن» حرا في السعي من أجل تحقيق هذا الهدف وتصوير قدر ما يريد. وكثيراً ما يبالغ في العدد، فعلى سبيل المثال 53 لقطة لكل لقطة منتهية في فيلم «الطفل». وفي فيلم «المهاجر» 20 دقيقة-قصيرة، ويبلغ طول شريط الفيلم الذي صوره حوالي 40,000 قدم –وهو ما يكفي أن يكون فيلم طويل.
توصف طريقة عمل «تشابلن» بـ«المثابرة المحضة حتى الجنون»، وسيُنهك كليا بسبب إنتاج الأفلام. يقول «روبنسون» في كتابه أن أعمال «تشابلن» مستمرة حتى في سنوات الأخيرة، «ليأخذ الأسبقية على كل شيء وكل شخص». إن المزيج من ارتجال القصة والكمالية التي لا هوادة فيها –التي أدت إلى أيام من الجهد وآلاف الأقدام من أشرطة الأفلام المهدرة، والنفقات الضخمة– كثيرًا ما تكلف «تشابلن» الفشل، والإنفاق بطيش على الممثلين وطاقم العمل.
إن «تشابلن» يسيطر سيطرة كاملة على أفلامه، لِدَرَجَة أنه يأخذ أدوار أي ممثل آخر، متوقعا أنه سيقلدهم بالضبط. يقوم شخصيا بتحرير جميع أفلامه، والبحث في بكرات الأفلام المتراكمة ليعد الفيلم الذي يريده بدقة. ونتيجة لاستقلاله الكامل، يعده المؤرخ السينمائي «أندرو ساريس» أنه من أوائل صناع السينما. وقد تلقى «تشابلن» المساعدة في مسيرته الفنية، لا سيما من المصور السينمائي «رولاند توثيروه» الذي ضل معه فترة طويلة، ومن أخيه «سيدني»، وعدد من مساعدي الإخراج مثل «هاري كروكر» و«تشارلز رايزنر».

### النمط والمواضيع
بما أن النمط الكوميدي لـ«تشابلن» معروف بشكل واسع ككوميديا تهريجية، فهي تعتبر محصورة وذكية، يبين المؤرخ السينما «فيليب كيمب» وصف عمله كمزيج من «البراعة، كوميديا جسدية بطابع الباليه وفكاهة بوضعية قائمة تأملية». يظهر التباين على «تشابلن» في التهريج التقليدي عن طريق إبطاء الإيقاع واستنفاد كل مشهد كوميدي محتمل، مع تركيز عالي في تنمية العلاقة بين المشاهد والشخصيات. وخلافا للتهريج التقليدي، يبين «روبنسون» أن اللحظات الكوميدية في أفلام «تشابلن» ترتكز على تصرفات «الصعلوك» لما يحدث له: «فلا تأتي الفكاهة من ارتطام «الصعلوك» بشجرة، بل من رفعه لقبعته اعتذارا إلى الشجرة». يكتب «دان كامين» أن «التصنع الملتوي» و«التصرف الجاد في خضم التهريج» لـ«تشابلن» هي الجوانب الأخرى الرئيسية للكوميديا لديه، في حين أن التحول السريالي للتجهيزات وتوظيف الخدع في الكاميرا تعتبر من السمات المشتركة أيضا.
عادة ما تتبع أفلام «تشابلن» الصامتة محاولات «الصعلوك» المبذولة للنجاة في عالم عدواني، وتعيش هذه الشخصية في فقر وتعامل معاملة سيئة، ولكنه يبقى صالحا ومتفائلا؛ متحديا موقفه الاجتماعي، ويسعى أنه ينظر إليه كرجل محترم. وكما قال «تشابلن» في عام 1925 : «إن بيت القصيد من زميلنا البسيط أنه لا يهم ما وصل إليه من حال، وبغض النظر عن مدى نجاح الثعالب في تمزيقه إلى قطع، فهو لا يزال رجل محترم». «الصعلوك» يتحدى سلطة الأرقام و«يعطي أفضل ما لديه»، مما أدى إلى كل من «روبنسون» و«لوفيش» أن ينظران إليه كممثل للطبقة المحرومة – «تحول كل رجل إلى بطل مخلص». لاحظ «هانسميير» أن العديد من أفلام «تشابلن» تنتهي بـ«صعلوك وحيد مشرد بلا مأوى و[يمشي] متفائلا.. إلى الغروب... مواصلا رحلته».
من الجوانب المعروف في أعمال «تشابلن» هي غرس الشفقة، فقد دون «لارشيه» شهرته بقوله «[محرض] الضحك والدموع». تأتي العاطِفِيّة في أفلامه من مجموعة متنوعة من المصادر، وكما شخص «لوفيش» مصادرها : «الفشل الشخصي، قيود المجتمع، الكارثة الاقتصادية، والمُقَوّمات». يميل «تشابلن» في بعض الأحيان إلى الأحداث المأساوية عندما يعد أفلامه، كما في فيلمه «حمى الذهب» (1925)، والذي استلهمها من مصير جماعة دونر. حدد «كونستانس كورياما» المواضيع الأساسية الجادة في الكوميديا البدائية، كالجشع (حمى الذهب) والفقدان (الطفل). وتناول «تشابلن» كذلك القضايا المثيرة للجدل: مثل الهجرة (المهاجر، 1917)؛ فساد النسب (الطفل، 1921)؛ وتعاطي المخدرات (الشارع السهل، 1917). كثيرًا ما يبحث عن هذه المواضيع الساخرة، لصنع كوميديا تخرج من المعاناة.
كانت أفلام «تشابلن» في بداية حياته المهنية تتميز بالتعليق الاجتماعي، كان يصور المستضعف في ضوء عاطفي، ويسلط الضوء على الصعوبات التي يواجهها الفقراء. فيما بعد، وبعد أن وسع اهتمامه بالاقتصاد وجد نفسه مضطرا لنشر آرائه، بدأ يدمج الرسائل السياسية في أفلامه بشكل صريح. كان يصور عمال المصنع في فيلم «الأزمنة الحديثة» (1936) بحالة مزرية، وفي فيلم «الديكتاتور العظيم» (1940) كان يسخر من أدولف هتلر وبينيتو موسوليني، وانتهى الفيلم بإلقائه كلمة ضد النزعة القومية، في فيلم «السيد فيردو» (1947) انتقد الحرب والرأسمالية، وهاجم المكارثية في فيلم «ملك في نيويورك» (1957).
العديد من أفلام «تشابلن» تجسد عناصر من السيرة الذاتية، ويعتقد أخصائي النفس «سيغموند فرويد» أن «تشابلن» : «يلعب دائمًا بأدوار كما لو كان كئيبا في أيام شبابه». ويعتقد أن فيلم «الطفل» يعكس مأساة طفولة «تشابلن» عندما أرسل إلى دار الايتام، والشخصيات الرئيسية في فيلم «أضواء المسرح» (1952) تحتوي على عناصر من حياة من والديه، وفيلم «ملك في نيويورك» تشير إلى تجارب «تشابلن» عندما طرد من الولايات المتحدة. العديد من المشاهد والخلفيات لا سيما في الشوارع تحمل أشباه منطقة كينينجتون التي نشأ فيها. يعتقد «ستيفن ويسمان» بأن علاقة «تشابلن» مع مشاكل مرض والدته العقلي غالباً ما تنعكس على الشخصيات النسائية في أفلامه ومحاولة «الصعلوك» مساعدتهم.
وفيما يتعلق بحبكة أفلام «تشابلن»، يراها الباحث «جيرالد ماست» أنها مؤلفة من رسومات تخطيطية مرتبطة ببعض بنفس الموضوع والإعداد بدلاً من وجود قصة واحدة محكمة. وبشكل بصري، فإن أفلامه بسيطة واقتصادية، مع مشاهد صورت كما لو أنها على المسرح. يصف المخرج الفني «أوجين لوريل» منهج «تشابلن» في التصوير قائلا: «إن تشابلن عندما يصور لا يفكر في الصور الفنية. يعتقد أن أهم شيء هو الحركة. وأن الكاميرا هناك لتصوير الممثلين». كتب «تشابلن» في سيرته الذاتية: «البساطة أفضل شيء...التأثيرات المبهرجة تبطيء الحركة، وهذا ممل وبغيض...ولا يجب أن تتدخل الكاميرا». وقد واجه هذا المنهج بعض الانتقادات، وأصبح منذ أربعينات القرن العشرين من «الطراز القديم»، بينما يراها الباحث السينمائي «دونالد ماكافري» أنها إشارة بأن «تشابلن» لم يجعل مفهوم السينما وسيلة. يقول «دان كامين» معلقا على مواهب «تشابلن» الكوميدية أنها لا تكفي أن تظل مضحكة على الشاشة ما لم «يستطيع في تصوير وإخراج مشاهد مخصصة لمحيط الفيلم».

### التلحين

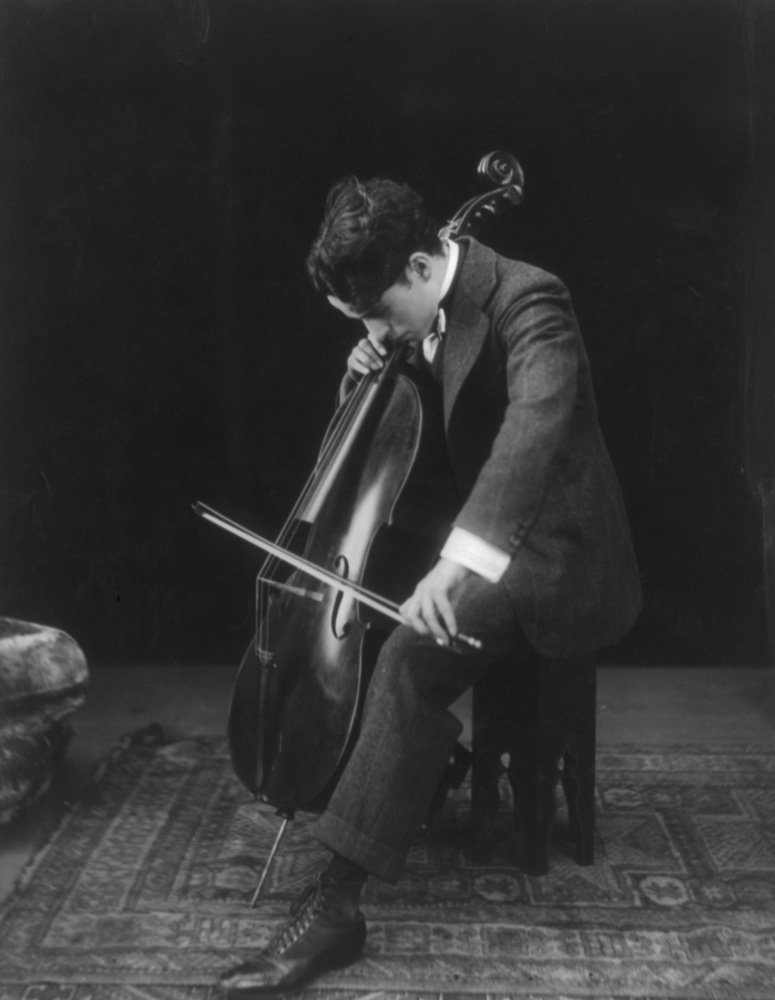
"تشابلن" يعزف على التشيللو، 1915

كان شغف «تشابلن» للموسيقى منذ أن كان طفل وقد تعلم عزف البيانو، الكمان، والتشيللو. واعتبر ارتباط الموسيقية بالفيلم من الضروريات، ومن بعد فيلم «امرأة باريس» زاد اهتمامه في هذا المجال. مع ظهور التكنولوجيا الصوتية، بدأ «تشابلن» باستخدام موسيقى الاوركسترى المتزامنة –التي لحنها بنفسه– في فيلم «أضواء المدينة» (1931). بعد ذلك لحن عشرات المقطوعات لجميع أفلامه، ومن أواخر خمسينات القرن العشرين وحتى وفاته، غطى جميع أفلامه الصامتة وبعض من أفلامه القصيرة.
لم يتدرب «تشابلن» على الموسيقى، ولا يستطيع قراءة القطعة الموسيقية وفي الموسيقى النهائية يطلب المساعدة من المختصين، مثل «ديفيد راكسين»، «ريموند راش»، و«إريك جيمس». وقد استخدم المخرجين الموسيقيين للإشراف على عملية التسجيل، كما هو الحال مع «ألفريد نيومان» في فيلم «أضواء المدينة». بالرغم من أن بعض النقاد يزعمون أن الموسيقى في أفلامه يعود فضلها إلى الملحنين الذين عملوا معه، على سبيل المثال «ديفيد راكسين» – الذين عمل مع «تشابلن» في «العصر الحديث» – عزز موقف «تشابلن» الإبداعي وشارك في عملية التلحين. قد تستغرق هذه العملية أشهر، حيث تبدأ بشرح «تشابلن» ما يريده إلى الملحن والغناء أو العزف المرتجل على البيانو. هذه الألحان التي طورت فيما بعد كانت بتعاون بين «تشابلن» والملحنين. ووفقا لمؤرخ الأفلام «جيفري فانس» الذي يقول:«بالرغم من أنه اعتمد على أصدقاء لترتيب التوزيع الموسيقي المتنوع والمعقد، إلا أن الموسيقى تظل حق له، ولم تدون النوتة في الموسيقى النهائية لتشابلن دون موافقته».
أنتجت تراكيب «تشابلن» ثلاثة أغاني شعبية. «ابتسم»، وقد تم تأليفها لفيلم «الأزمنة الحديثة» (1936)، وفيما بعد كتبت لها كلمات من قبل كل من «جون تيرنر» و«جيفري بارسونز»، وعزفها «نت كينغ كول» في عام 1954 وقد نالت نجاحا كبيرا. ولحن مقطوعة «موضوع تيري» في فيلم «أضواء المسرح»، وزاد شعبيتها المذيع «جيمي يونغ» وأطلق عليها أسم «حتى النهاية» (Eternally) (1952). وأخيراً، «هذه أغنيتي» لفيلم «كونتيسة من هونج كونج» (1967) أدتها الفنانة «بيتولا كلارك»، وأصبحت في المركز الأول في المملكة المتحدة وباقي الدول الأوروبية. حاز «تشابلن» أيضا على الأوسكار التنافسية الوحيدة لمقطوعته كما حاز موضوع فيلم «أضواء المسرح» على جائزة الأوسكار لأفضل موسيقى تصويرية في عام 1973، عقب أعادة نشر الفيلم.

## الإرث

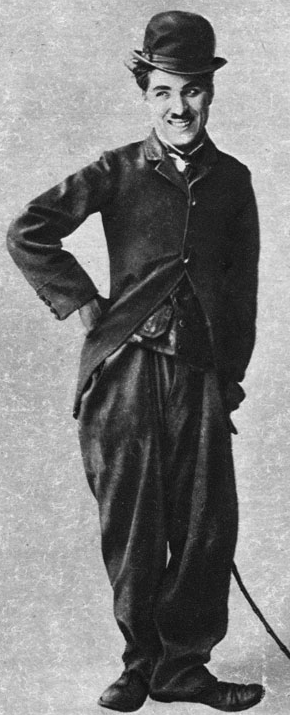
تشابلن بشخصية الصعلوك في عام 1915، «الرمز السينمائي الأكثر شهرة عالميا»

وفي عام 1998، يقول «أندرو ساريس» الناقد السينمائي عن «تشابلن»: «يمكننا القول أنه أهم فنان منفرد تنتجه السينما، وقد يستمر كأشهر رمز عالمي». وقد وصفه معهد الفيلم البريطاني بـ«الشخصية البارزة في الثقافة العالمية»، وأدرج أسمه في مجلة التايم في قائمة «أهم 100 شخصية في القرن العشرين» لأنه «[جلب] الضحك للملايين» وبسبب أنه «زاد أو انقص في ابتكار التمييز العالمي وساعد في تحويل هذه الصناعة إلى فن».
أصبحت صورة «الصعلوك» جزءا من التاريخ الثقافي؛ ويقول «سيمون لوفيش» عرفت هذه الشخصية عند الناس الذين لم يروا فيلم لتشابلن، وفي أماكن لم تعرض فيها أفلامه أبداً. وقد كتب الناقد «ليونارد مالتين» طبيعة الصعلوك «الفريدة» والتي «لا تمحى»، ولا يوجد كوميدي غيرها يشابهه في «التأثير العالمي». ومشيدا بالشخصية، يقول «ريتشارد شكيل» أن الأفلام التي فيها «تشابلن» بشخصية «الصعلوك» تحتوي على «تعابير غنية ببلاغة وكوميديا الروح البشرية» في تاريخ السينما. لا تزال المخلفّات التذكارية المتعلقة بشخصية «الصعلوك» تقدر بمبالغ ضخمة في المزادات: في عام 2006 تم شراء القبعة السوداء وعصا الخيزران التي كانت جزءا من زي «الصعلوك» بمبلغ 140,000 دولار في مزاد لوس أنجلوس.
يعتبر «تشابلن» كمخرج من الرواد واحد أكثر الشخصيات نفوذا في أوائل القرن العشرين. وغالباً ما يصنف كأحد فناني الوسط الأولي. كتب المؤرخ السينمائي «مارك كوسينس» أن «تشابلن» «لم يغير فقط التصور في السينما، بل غير فيها أيضا علم الاجتماع والقواعد»، ويقول أن «تشابلن» مهم لتطوير الكوميديا كنوع أدبي، تماما مثل ديفيد غريفيث بالنسبة للدراما. وكان أول من نشر الأفلام الكوميدية الطويلة ولكي يبطيء وتيرة العملية، أضاف إليها الشفقة والبراعة. على الرغم من أن معظم أعماله تصنف بأنها تهريجية، إلا أن الفيلم الدرامي لتشابلن «امرأة باريس» (1923) كان له تأثير كبير على فيلم «دائرة الزواج» (The Marriage Circle) (1924) لـ«إرنست لوبيتش» وبالتالي لعبت دورا في تقدم «الكوميديا المتطورة». ووفقا لديفيد روبنسون، إن إبداعات «تشابلن» «أصبحت بشكل سريع جزءا من العادات الشائعة في مهنة السينما». ومن السينمائيين الذين شهدوا بأن «تشابلن» له دور كبير في التأثير هم: «فيديريكو فليني» (الذي أطلق على تشابلن «جزء من آدم، الذي ننحدر جميعنا منه»)، «جاك تاتي» («بدونه مستحيل أن اصنع فيلم»)، «رينيه كلير» («ملهم كل صانع أفلام»)، «مايكل بأول»، «بيلي وايلدر»، «فيتوريو دي سيكا»، و«ريتشارد أتينبورو». وأشاد المخرج الروسي «أندري تاركوفسكي» بأن «تشابلن» «الشخص الوحيد الذي قد ذهب إلى بداية التاريخ السينمائي بدون أدنى شك. والأفلام تركها خلفه لا تشيخ».
كان لـ«تشابلن» أيضا تأثير شديد علي أعمال الكوميديين الذي اتو من بعده. يقول الممثل الصامت «مارسيل مارسو» انه بعد مشاهدة «تشابلن» أصبح مصدر الهام لي لأكون فنانا إيمائيا، في حين أن شخصيه الشاشة الرئيسية للممثل «راج كابور» تستند على «الصعلوك». وقد كشف «مارك كوسينس» أيضا أن الزي الكوميدي لـ«تشابلن» موجود أيضا في الشخصية الفرنسية «مونسيو هولوت» والشخصية الإيطالية «توتو». وفي ميادين أخرى، ساعد «تشابلن» أيضا في الهام للشخصيات الكرتونية مثل «القط فيليكس» و«ميكي ماوس»، وكان مؤثرا في حركة «دادا» الفنية. كان لـ«تشابلن» أيضا دورا في تطوير صناعة السينما بصفته أحد الأعضاء المؤسسين لشركة «يونايتد آرتيست». وقد كتب «جيرالد ماست»:بالرغم من أن «يونايتد آرتيست» لم تصبح شركة كبري مثل «مترو غولدوين ماير» (mgm) أو «باراماونت بيكتشرز»، لكن الفكرة تكمن بأن بإمكان المخرجين أن ينتجوا أفلامهم الخاصة وتكون «سابقة لزمنها بسنوات».
في القرن 21، لا يزال العديد من أفلام «تشابلن» تعتبر كلاسيكية ومن بين أعظم الأفلام. جمع استطلاع الرأي لمجلة «سايت آند ساوند» (Sight & Sound) في عام 2012 تصويت «أفضل عشرة» من النقاد والمخرجين لتحديد الأفلام الأكثر قبولا، حيث شهد فيلم «أضواء المدينة» ترتيب ضمن أفضل 50 فلما للنقاد، وفيلم «الأزمنة الحديثة» ضمن أفضل 100، و«الدكتاتور العظيم» و«حمى الذهب» ضمن أفضل 250. حل فيلم «الأزمنة الحديثة» في المرتبة 22 ضمن أفضل 100 فيلم صوت عليها المخرجين، فيلم «أضواء المدينة» في المرتبة 30 وفيلم «حمى الذهب» في المرتبة 91. وحصل كل فيلم لـ«تشابلن» علي تصويت. في عام 2007، أطلق معهد الفيلم الأمريكي على فيلم «أضواء المدينة» الفيلم الأمريكي 11 الأعظم مدى التاريخ، في حين ان فيلمي «حمى الذهب» و«الأزمنة الحديثة» يأتيان مره أخرى ضمن أفضل 100 فيلم. لا تزال الكتب المتعلقة بـ«تشابلن» تنشر بانتظام، وأصبح موضوع شعبي للباحثين في وسائل الاعلام مؤرشفي الأفلام.[بحاجة لتوضيح] أتيحت نسخ عديدة من أفلام «تشابلن» في اسطوانات دي في دي وبلو راي.

### إحياء الذكرى وتقديرات

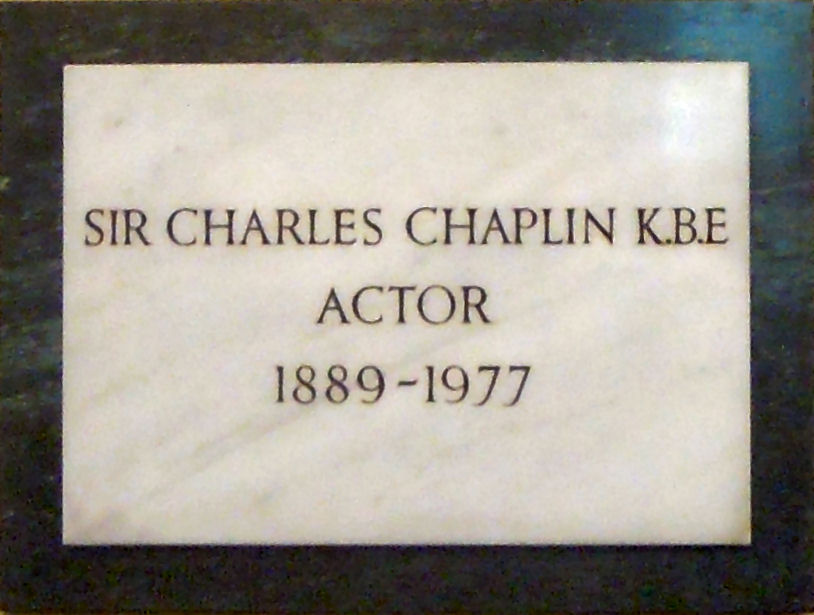
لوحة تذكارية لتشابلن في كنيسة القديس بولس في كوفنت غاردن

خصصت العديد من نصب تذكارية لـ«تشابلن». في لندن، يوجد له لوحة تذكارية في كنيسة القديس بولس (كنيسة الممثلين) في كوفنت غاردن، وتمثال «تشابلن» بشخصية «الصعلوك»، نحته «جون دوبليداي» وكُشف عنه عام 1981 في ساحة ليستر. وفي المدينة أيضاً طريق وسط لندن باسم «تشارلي تشابلن يمشي» يقع في (بي إف آي ماكس). يقيم متحف الصورة المتحركة عرضاً دائماً لـ«تشابلن»، وقد استضاف معرضاً مخصصاً لحياته الشخصية والمهنية في عام 1988. واستضاف متحف أفلام لندن منذ عام 2010 إلى عام 2013 معرضاً يسمى «تشارلي تشابلن اللندني العظيم».
تحول منزل «تشابلن» الأخير مانوير دي بان في كورسييه-سور-فيفي، سويسرا، إلى متحف وافتتح في 17 أبريل 2016، يكشف عن حياته الخاصة والمهنية. عام 1980، سميت حديقة باسمة في بلدة قريبة من فيفي تكريماً له وأقامت تمثالاً هناك في عام 1982. عام 2011، كُشف في فيفي عن جداريتين كبيريتن تصوران «تشابلن» على مبنيين من 14 طابقاً. وقد تم تكريم «تشابلن» أيضاً من قبل بلدة ووترفيلي الأيرلندية، التي أمضى فيها أياماً في الصيف مع عائلته في الستينات. وأقيم تمثال في عام 1998؛ ومنذ عام 2011، تستضيف المدينة المهرجان السينمائي الكوميدي السنوي لتشارلي تشابلن، التي تأسست للاحتفال بإرث «تشابلن» وعرض المواهب الهزلية الجديدة.
ومن التقديرات الأخرى، تسمية الكوكب الصغير، «3623 تشابلن» (3623 Chaplin) – اكتشفه الفلكي السوفيتي «لودميلا» في عام 1981. وخلال الثمانينيات، استخدمت شركة آي بي إم صورة «الصعلوك» للإعلان عن الكمبيوترات الشخصية الخاصة بها. في عام 1989 شهدت أنحاء عديدة من العالم احتفالات في الذكرى المئوية لعيد ميلاد «تشابلن»، وفي 15 أبريل 2011، وقبل عيد ميلاده 122 بيوم واحد احتفلت به جوجل بفيديو خربشة جوجل خاص في صفحتها العالمية وصفحات البلدان الأخرى. كثير من البلدان، في أنحاء القارات الست، قد كرمت «تشابلن» بطابع بريدي.
يدار ارث «تشابلن» من قبل مكتب تشابلن الذي يقع في باريس وذلك نيابة عن أبنائه. ويمثل المكتب جمعية تشابلن، التي تأسست من قبل بعض أبنائه «لحماية حقوق الاسم والصورة والحقوق الأدبية» لأعماله، تملك «روي اكسبورت اس.اى.اس» حقوق التأليف والنشر لمعظم أفلامه التي صنعها من بعد عام 1918، «وبوبل المتحدة اس.اى» تمتلك حقوق صورته واسمه. ويحتفظون بأرشيفهم المركزي في أرشيفات مونترو في سويسرا، والنسخ الممسوحة ضوئيا من محتوياتها، منها 83,630 صورة، و118 نص، و976 مخطوطة، و7,756 رسالة، وآلاف من الوثائق الأخرى، متاحه لأغراض البحث في مركز تشابلن للأبحاث في «سينتيكا دي بولونيا». الأرشيف الفوتوغرافي، الذي يحتوي ما يقرب من 10,000 صور عن حياة «تشابلن» وحياته المهنية، يتم الاحتفاظ بها في متحف «موسي دي اليسي» في لوزان، سويسرا. قام معهد الأفلام البريطاني بإنشاء «مؤسسة تشارلز تشابلن للأبحاث»، وكان أول مؤتمر دولي يعقد لتشارلز تشابلن في لندن في يوليه 2005.

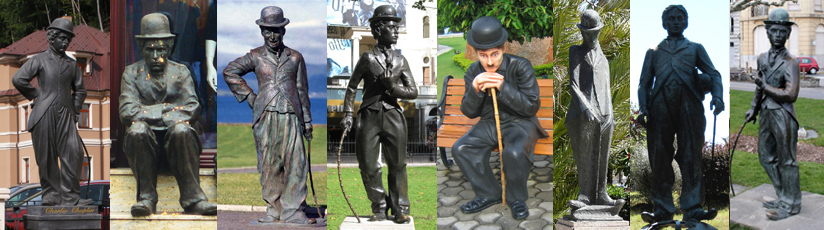
تماثيل لتشابلن حول العالم، تقع في (من اليسار إلى اليمين):1-ترينتشياسكي تيبليسي، سلوفاكيا؛ 2-كليمزا، بولندا؛ 3-ووترفيل، أيرلندا؛ 4-لندن، المملكة المتحدة؛ 5-حيدر آباد، الهند؛ 6-ألاسيو، إيطاليا؛ 7-برشلونة، إسبانيا؛ 8.فيفي، سويسرا

### اقتباس الشخصية
أصبح «تشابلن» موضوع لفيلم السيرة الذاتية، «شابلن» (1992) من إخراج «ريتشارد أتينبورو»، وبطوله «روبرت داوني جونير» في الدور الأساسي. وهو أيضا شخصية في الفيلم الدرامي «مواء القطة» (2001)، وقد لعب الدور «إدي آيزارد»، وفي الفيلم التلفزيوني «حرب سكارليت اوهارا» (1980)، وقد لعب الدور «كلايف ريفل». والمسلسل التلفزيوني عن طفولة تشابلن «الشاب تشارلي تشابلن»، عرض على قناة بي بي إس في عام 1989، ورشح لجائزة إيمي لبرنامج الأطفال المتميزين.
وكانت حياه «تشابلن» أيضا موضوعا للإنتاج المسرحي. اثنين منها غنائية، «الصعلوك الصغير» و«تشابلن»، وقد أنتجت في أوائل تسعينات القرن 20. في عام 2006، أعد كل من «توماس ميهان» و«كريستوفر كورتيس» عرض موسيقي آخر اسمه «أضواء المسرح:قصة تشارلي تشابلن»، والذي أقيم لأول مره في «مسرح لا جولا» في سان دييغو عام 2010، وبعد عامين تم عرضه في مسرح برودواي، تحت عنوان «تشابلن-الموسيقي»، وكان «روبرت مكلر» في دور «تشابلن» في كلا العرضين. في عام 2013، عرضت مسرحيتين عن «تشابلن» في فنلندا: الأولى «تشابلن» عرضت في المسرح السويدي، والثانية «كلكوري (الصعلوك)» في مسرح عمال تامبيري.
وقد اقتبست شخصية «تشابلن» كذلك في الخيال الأدبي. أصبح بطل الرواية القصيرة «تشارلي في بيت الأسف» من تأليف «روبرت كوفر»(عام 1980 أعيد طبعها في مجموعة كوفر لعام 1987 «ليله في الأفلام»)، ورواية «الجانب المشمس (2009)» لغلين ديفيد قولد، وقد الفت هذه الرواية في فتره الحرب العالمية الأولى. و«يوم في حياه تشابلن في 1909» دراما مقتبسة من فصل «الأزمنة الحديثة» في رواية «القدس (2016)» لآلان مور، ألفت الرواية في موطن المؤلف نورث هامبتون، إنجلترا.

## الجوائز والشهادات

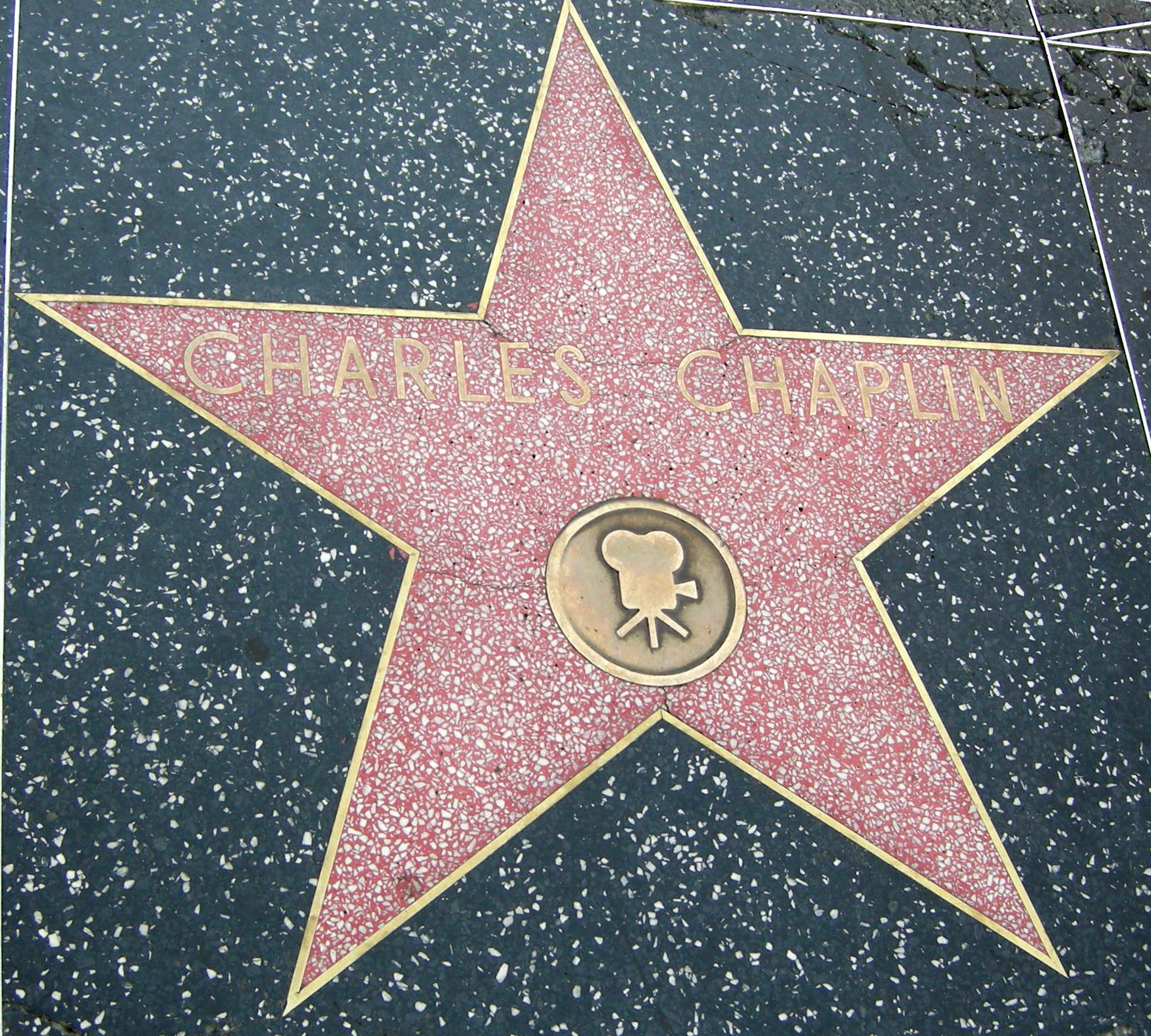
نجمة تشابلن في ممر الشهرة في هوليوود، يقع في 6755 هوليوود بوليفارد. وعلي الرغم من أن المشروع قد بدأ في عام 1958، ألا أن تشابلن لم يتلقى هذه النجمة إلا في عام 1970 بسبب آرائه السياسية.

تلقي «تشابلن» العديد من الجوائز والتكريمات وخاصة في آخر حياته:
- في تكريم رأس السنه الجديدة من عام 1975:عين «فارس قائد رتبة الإمبراطورية البريطانية الفائقة الامتياز» (KBE).[487]
- في عام 1962:حصل علي شهادة دكتوراه فخريه من جامعه أوكسفورد وجامعه دورهام.[324]
- في عام 1965:اشترك هو وإنغمار برغمان في الحصول على جائزة إيراسموس.[488]
- في عام 1971: عين وسام جوقة الشرف من رتبة قائد من قبل الحكومة الفرنسية.[489]

تلقي «تشابلن» من صناعه السينما جائزة الأسد الذهبي في مهرجان البندقية السينمائي في عام 1972، وفي نفس العام حصل على جائزة إنجاز مدي الحياة من «جمعية سينما مركز لينكولن». ومنذ ذلك الحين تقدم سنويًا إلى صانعي الأفلام بوصفها جائزة تشابلن. عام 1972 اعطي تشابلن نجمة في ممر الشهرة في هوليوود، كانت قد استبعدت من قبل بسبب معتقداته السياسية.
وتلقي «تشابلن» ثلاث جوائز أوسكار: في 1929 حصل على جائزة الأوسكار الفخرية وذلك لـ«براعته وعبقريته في تمثيل، وكتابة، وإخراج، وإنتاج فيلم السيرك»، وفي عام 1972 حصل على جائزة أوسكار فخرية ثانية وذلك لـ«التأثير البالغ لديه في صنع الصور المتحركة فن هذا القرن»، وفي عام 1973 حصل على جائزة الأوسكار لأفضل موسيقى تصويرية وذلك لفيلم «أضواء المسرح» (مشاركة مع «راي راشي» و«لاري راسل»). ورشح كذلك لجائزة أفضل ممثل، وأفضل سيناريو أصلي، وأفضل فيلم (كمنتج) مصنفة لفيلم «الدكتاتور عظيم»، وتلقي جائزة أفضل سيناريو أصلي آخر مرشحة لفيلم «السيد فيردو». في عام 1976، أصبح «تشابلن» زميلا في الأكاديمية البريطانية لفنون السينما والتلفزيون.
اختيرت سته من أفلام «تشابلن» للحفاظ عليها في السجل الوطني للأفلام من قبل مكتبة الكونغرس في الولايات المتحدة، وهي: «المهاجر» (1917)، «الطفل» (1921)، «حمى الذهب» (1925)، «أضواء المدينة» (1931)، «الأزمنة الحديثة» (1936)، و«الدكتاتور العظيم» (1940).

## من أقواله
- كل ما أحتاجه لصناعة كوميديا :منتزه، شرطي، وفتاة جميلة.
- أنا لا أزال على حالة واحدة ،حالة واحدة فقط، وهي أن أكون كوميديا، فهذا يجعلني في منصب أكبر من السياسي.
- بعد تمثيله لشخصية هتلر في فيلم الدكتاتور العظيم (The Great Dictator) قال: مستعد أن أفعل أي شيء لأعرف ما رأي هتلر في هذا.
- لا يوجد لدي أي حاجة في أمريكا بعد الآن. لن أعود لأمريكا ولو ظهر فيها يسوع المسيح.
- الكلمات رخيصة، أكبر شيء تستطيع قوله هو (فيل)!
- يوم بدون سخرية هو يوم ضائع.

## أعماله
أفلام من إخراجه:
- الطفل (1921)
- امرأة باريس (1923)
- حمى الذهب (1925)
- السيرك (1928)
- أضواء المدينة (1931)
- الأزمنة الحديثة (1936)
- الديكتاتور العظيم (1940)
- السيد فيردو (1947)
- أضواء المسرح (1952)
- ملك في نيويورك (1957)
- كونتيسة من هونغ كونغ (1967)

## وصلات خارجية
- الموقع الرسمي
- تشارلي تشابلن على موقع IMDb (الإنجليزية)
- تشارلي تشابلن على موقع ميتاكريتيك (الإنجليزية)
- تشارلي تشابلن على موقع الموسوعة البريطانية (الإنجليزية)
- تشارلي تشابلن على موقع روتن توميتوز (الإنجليزية)
- تشارلي تشابلن على موقع مونزينجر (الألمانية)
- تشارلي تشابلن على موقع ألو سيني (الفرنسية)
- تشارلي تشابلن على موقع ميوزك برينز (الإنجليزية)
- تشارلي تشابلن على موقع تيرنر كلاسيك موفيز (الإنجليزية)
- تشارلي تشابلن على موقع أول موفي (الإنجليزية)
- تشارلي تشابلن على موقع قاعدة بيانات برودواي على الإنترنت (الإنجليزية)
- تشارلي تشابلن على موقع قاعدة بيانات برودواي على الإنترنت (الإنجليزية)
- مؤلفات Charlie Chaplin في مشروع غوتنبرغ
- أعمال أو نبذة عن تشارلي تشابلن على أرشيف الإنترنت
- أعمال تشارلي تشابلن في ليبري فوكس